# Palazzo Reale (Stoccolma)
Il Palazzo Reale (in svedese Kungliga slottet) o Palazzo di Stoccolma, è la residenza ufficiale oltre che il più importante palazzo reale della Monarchia svedese . L'edificio è situato sull'isoletta di Stadsholmen, meglio nota come Gamla Stan, accanto al Riksdag, l'edificio che ospita il parlamento.
Fu realizzato dopo il 1697, a seguito di un rovinoso incendio che distrusse completamente la struttura originaria; il progetto attuale si deve a Nicodemus Tessin il Giovane, il quale fu notevolmente influenzato dai disegni di Gian Lorenzo Bernini per l'ampliamento del Louvre e della facciata di palazzo Barberini a Roma. La vasta residenza costituisce una delle più importanti testimonianze di architettura barocca della Svezia.

## Storia
La prima struttura edificata nel luogo ove poi sorse il palazzo reale di Stoccolma, fu una fortezza contenente al suo interno una torre fortificata risalente al XIII secolo, voluta da Birger Jarl per difendere il Lago Mälaren. La fortezza crebbe progressivamente sino a formare un vero e proprio castello, denominato Tre Kronor ("Tre corone") dalle tre corone che spiccavano sulla torre interna, simbolo della Svezia stessa.

### Primi rifacimenti

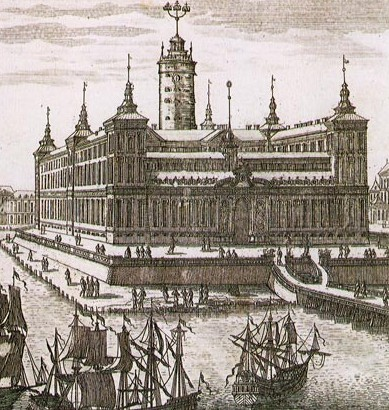
Progetto dell'architetto De la Vallée per la modifica del castello esistente. 1654

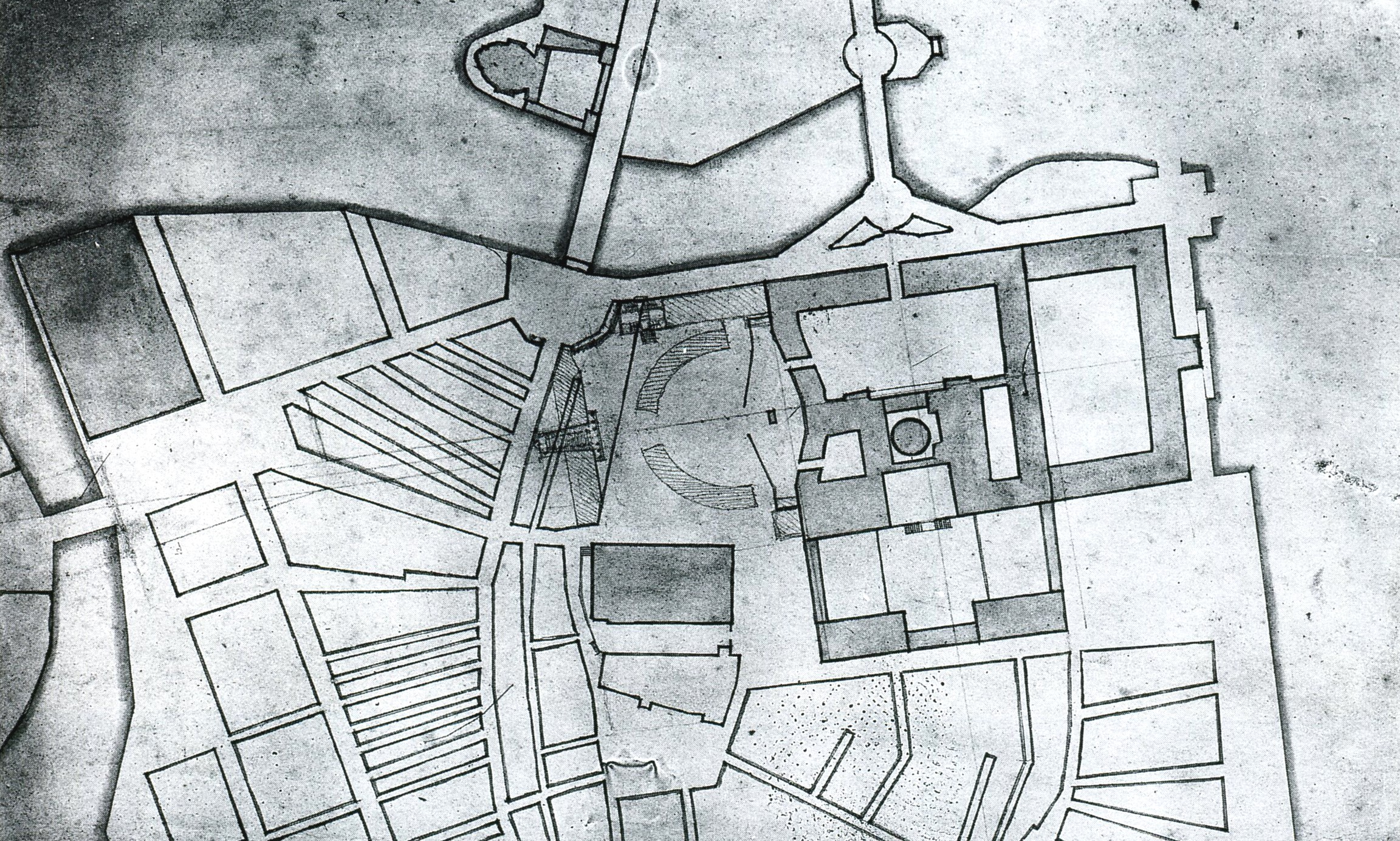
Progetto di Tessin il Giovane per adattare l'area ovest della città al nuovo palazzo nel XVII secolo

All'inizio del Seicento, re Gustavo Adolfo iniziò a interessarsi a un progetto di costruzione per creare un nuovo palazzo reale al posto del vecchio castello. I piani erano sul punto di partire ma nel 1651 sua figlia, la regina Cristina,nominò Jean de la Vallée al ruolo di architetto reale e gli diede commissione di ripensare a un modo per adattare il Castello di Tre Kronor alle nuove esigenze stilistiche del periodo e pratiche della corte. L'idea di Vallée era quella di innalzare di un piano la struttura per rendere più visibile il castello stesso e collegarlo stabilmente con un ponte fisso sul fiume Norrström. La regina Cristina rimodellò notevolmente e abbellì la struttura esistente del castello, ma non lo ricostruì.
Dal 1650 al 1660 Jean de la Vallée fece ulteriori progetti per convertire il castello in un palazzo moderno, ma si dovette attendere sino al 1661 quando Nicodemus Tessin il Vecchio ottenne il titolo di architetto reale e fece dei primi piani attuativi per la ricostruzione completa della struttura. Nel 1661, presentò la prima bozza di progetto di riconversione dell'ala nord che suo figlio, Nicodemus Tessin il Giovane, realizzerà poi tra il 1692 e il 1696.

### L'ala nord (1692-1696)

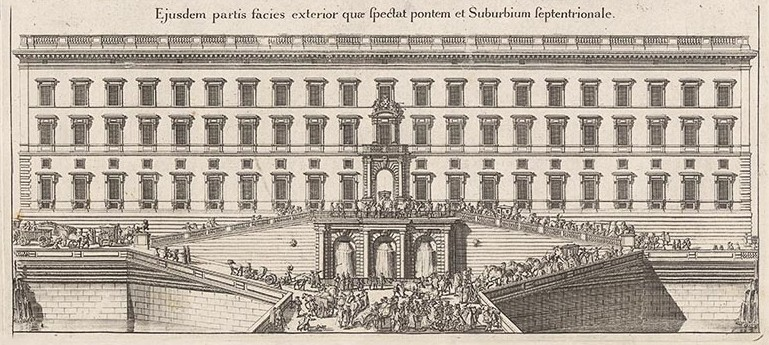
L'ala nord pianificata prima dell'incendio del 1697 dal volume Suecia Antiqua et Hodierna.

L'ala nord dell'attuale palazzo venne eretta nel 1692, in soli cinque mesi come modifica di parte dell'antico castello di Tre Kronor. La nuova ala era sin dalla sua realizzazione in aperto contrasto stilistico per le sue forme rigidamente barocche austere contro il resto del castello di stile rinascimentale.
In questa fase di "adattamento" della struttura esistente vennero coinvolti diversi artisti svedesi come per esempio David Klöcker Ehrenstrahl e Johan Sylvius, i quali contribuirono attivamente al completamento dell'opera, in particolare alla Cappella Reale. Ehrenstrahl realizzò i soggetti a tema religioso mentre Sylvius dipinse il plafone.
Il modello preso per la costruzione di quest'ala fu certamente quello di Palazzo Farnese a Roma dove l'architetto incaricato dell'operazione, Nicodemus Tessin il Giovane, si era recato per compiere i propri studi nel 1688.
Le mura che circondavano i magazzini, le stalle e i laboratori annessi al castello vennero ora convertiti per formare una grande scalinata con un imbarcadero direttamente sul fiume. Ancora oggi nelle mura di quest'ala possono vedersi comprese delle parti di mura più antiche che sono afferibili all'antico castello, sia per necessità di contenimento dei costi (come voluto esplicitamente da Carlo XI di Svezia che aveva accettato l'inizio dei lavori nel 1690 dopo diverse riluttanze). La costruzione proseguì velocemente e nel giro di cinque mesi si giunse al tetto della struttura.

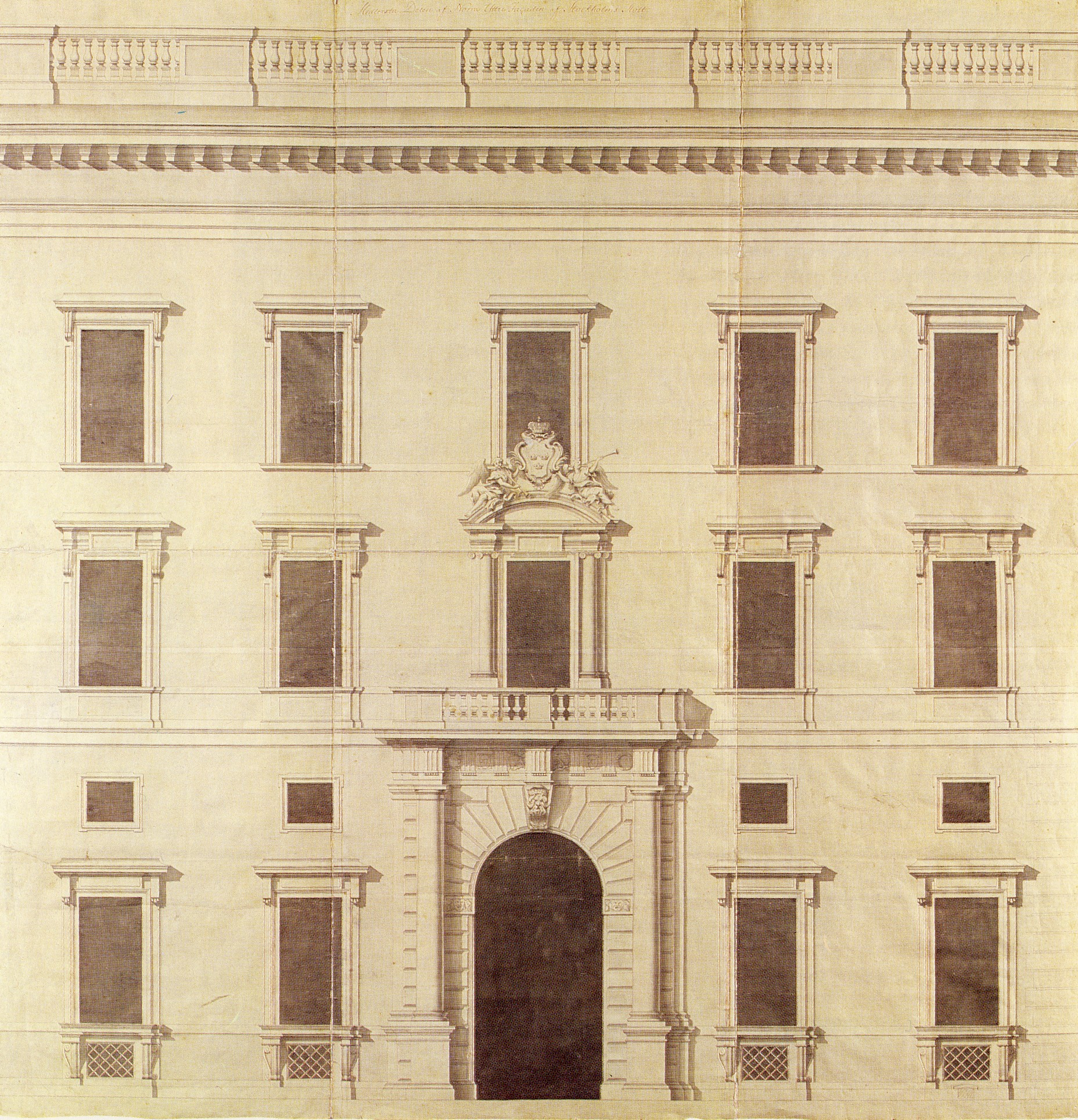
Il disegno di Nicodemus Tessin il Giovane per la parte centrale della facciata nord, 1690 circa

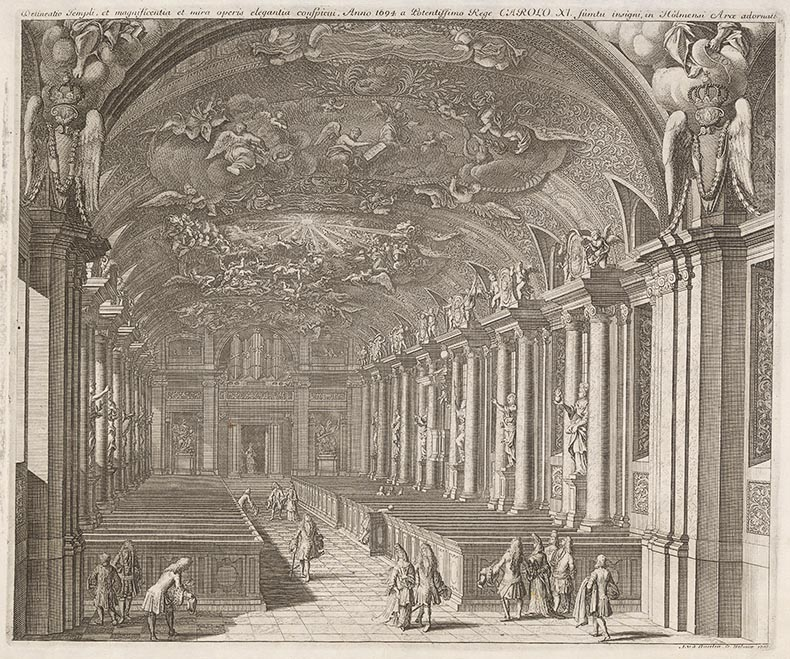
La Cappella Reale nel 1694

Una nuova Cappella Reale nell'ala nord venne inaugurata nel giorno di Natale del 1696, La cappella andò a rimpiazzare l'antica cappella eretta a suo tempo da Giovanni III di Svezia nel medesimo luogo.
La costruzione della nuova cappella venne portata avanti nelle medesime proporzioni di quella antica e sfruttando anche in questo caso le sue mura, ma gli alti soffitti e la presenza di una torre (oggi nell'angolo nord-est del palazzo) crearono non poche difficoltà a Tessin nel suo tentativo di far aderire la struttura a uno stile barocco classico e pertanto tutte le finestre dovettero essere riviste nelle loro forme per dare almeno esternamente un'unità strutturale. Dopo l'incendio del 1697, quando a Tessin venne concesso di fare ulteriori alterazioni alla struttura, la Cappella Reale venne ulteriormente ampliata e ridecorata a formare l'attuale Cappella Reale.
Secondo il progetto originario prima dell'incendio, il palazzo avrebbe dovuto assumere una forma squadrata, senza ali laterali, in perfetto stile barocco romano, come del resto era già in essere nell'ala nord. Secondo lo studioso Boo von Malmborg è probabile che questa fosse solo la prima bozza di Tessin per il corpo centrale e che poi a questo andassero aggiunte altre ali laterali che probabilmente non vennero comprese nel progetto presentato per l'elevato costo del progetto che venne ricusato da Carlo XI.
La nuova struttura apparve sul Suecia Antiqua et Hodierna stampata dal 1695 al 1702: la figura numero I.19 mostra la facciata del castello con il cortile interno, l'immagine numero I.20 mostra l'interno della cappella, l'immagine numero I.21 l'esterno della cappella, l'immagine numero I.27 la veduta della Chiesa di Edvige Eleonora e l'immagine numero I.32 una vista del Kungsträdgården. Tuttavia il progetto non venne mai completato a causa dell'incendio di cui già si è detto.

### L'incendio del castello del 1697
Il 7 maggio 1697 un grande incendio scoppiò nel castello, portando alla rovina l'intera struttura medievale, ma aprendo nel contempo la strada alla costruzione dell'attuale Palazzo Reale. La fortezza dopo il passaggio del fuoco era decisamente irrecuperabile, a eccezione dell'ala nord da poco completata che rimase perfettamente conservata e poté essere adeguatamente riparata.

### La prima fase di costruzione del nuovo palazzo 1697-1709

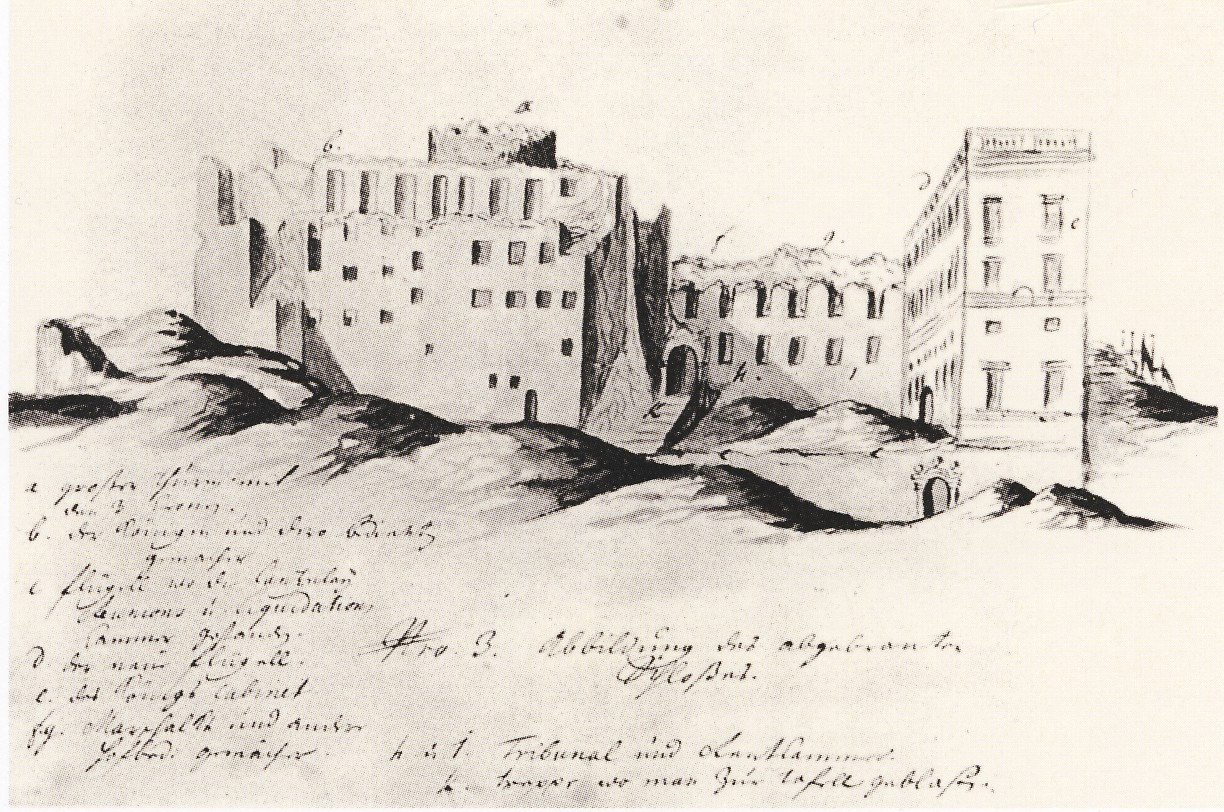
I resti del castello di Tre Kronor dopo l'incendio del 1697, l'ala nord è ancora visibile (a destra)

Dopo l'incendio il consiglio di reggenza del re Carlo XII sotto la direzione della regina madre Edvige Eleonora di Holstein-Gottorp al Palazzo di Karlberg dispose che un nuovo castello fosse costruito sulle mura dell'antico castello. Nicodemus Tessin il Giovane fu nominato architetto incaricato della costruzione del nuovo palazzo reale. I progetti di Tessin vennero approvati ed egli venne nominato sovrintendente dei lavori, avendo come vice Göran Josuæ Törnquist. Nel 1697, Abraham Winantz Svanssköld, fratellastro di Tessin, venne nominato architetto di corte. Assieme a Tessin egli ebbe parte attiva nella costruzione del palazzo e provvedette alla presenza di numerosi lavoratori e muratori appositamente chiamati dalla Germania per lo scopo. Importanti scultori e artigiani come René Chauveau, Bernard Foucquet il Vecchio e suo figlio Jacques Foucquet vennero interpellati allo scopo.
Tessin presentò il progetto completo del nuovo palazzo entro l'anno. Egli come prima cosa rase al suolo i resti dell'antico castello, demolendo praticamente tutto a eccezione dell'ala nord. La demolizione venne portata avanti da 300 uomini dalla metà di maggio del 1697 sino alla primavera del 1700. Di conseguenza, gran parte del materiale per il nuovo palazzo dovette essere acquistato per nuovo.

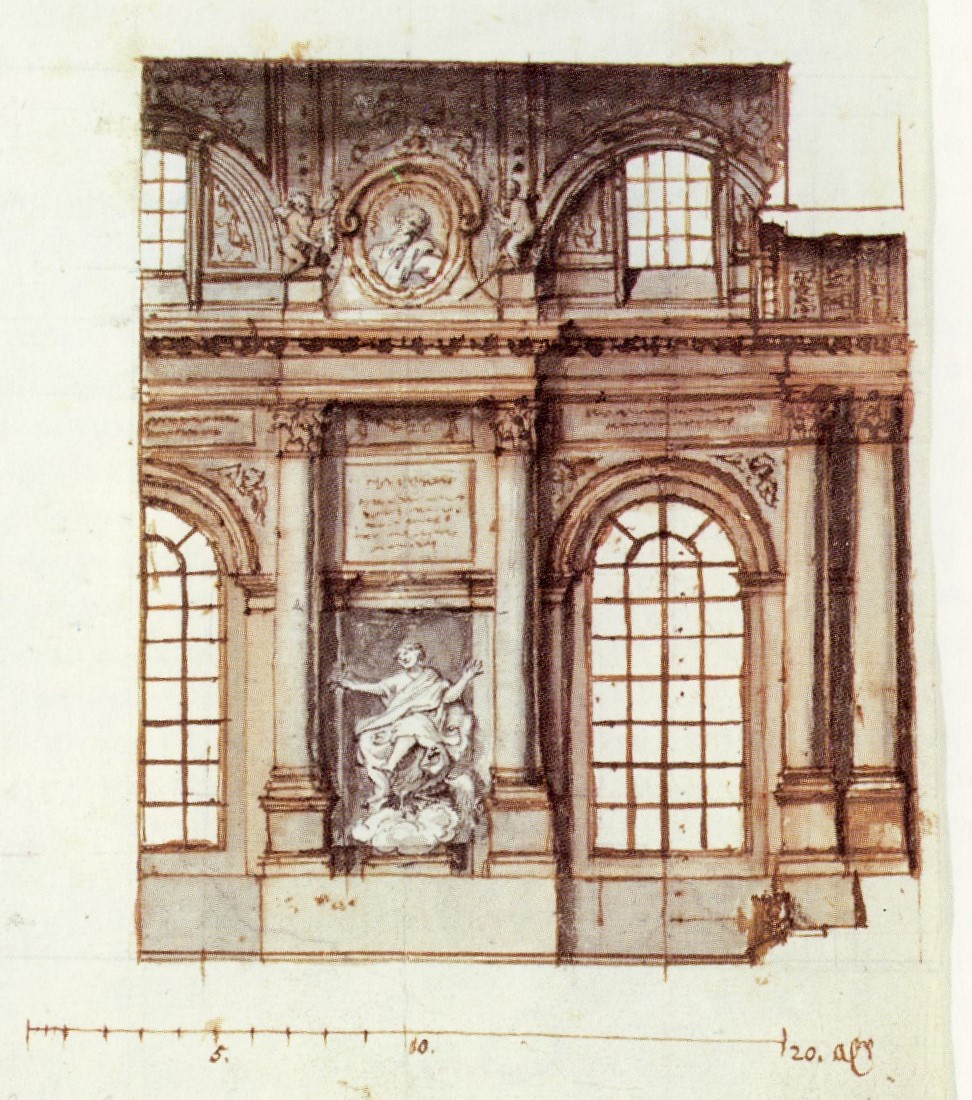
Schizzo di Tessin per la Cappella Reale, 1698

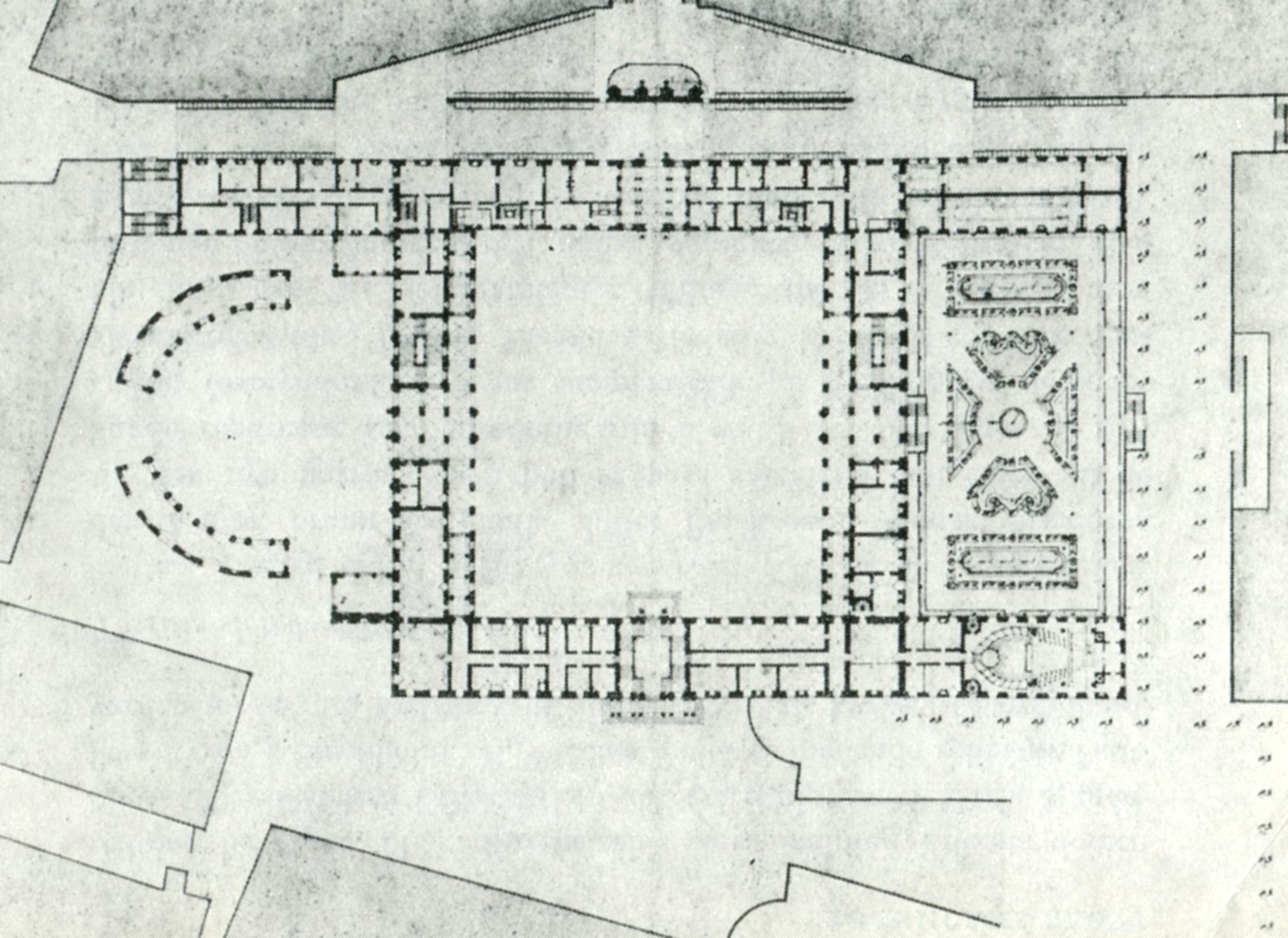
Il progetto di Tessin, 1697

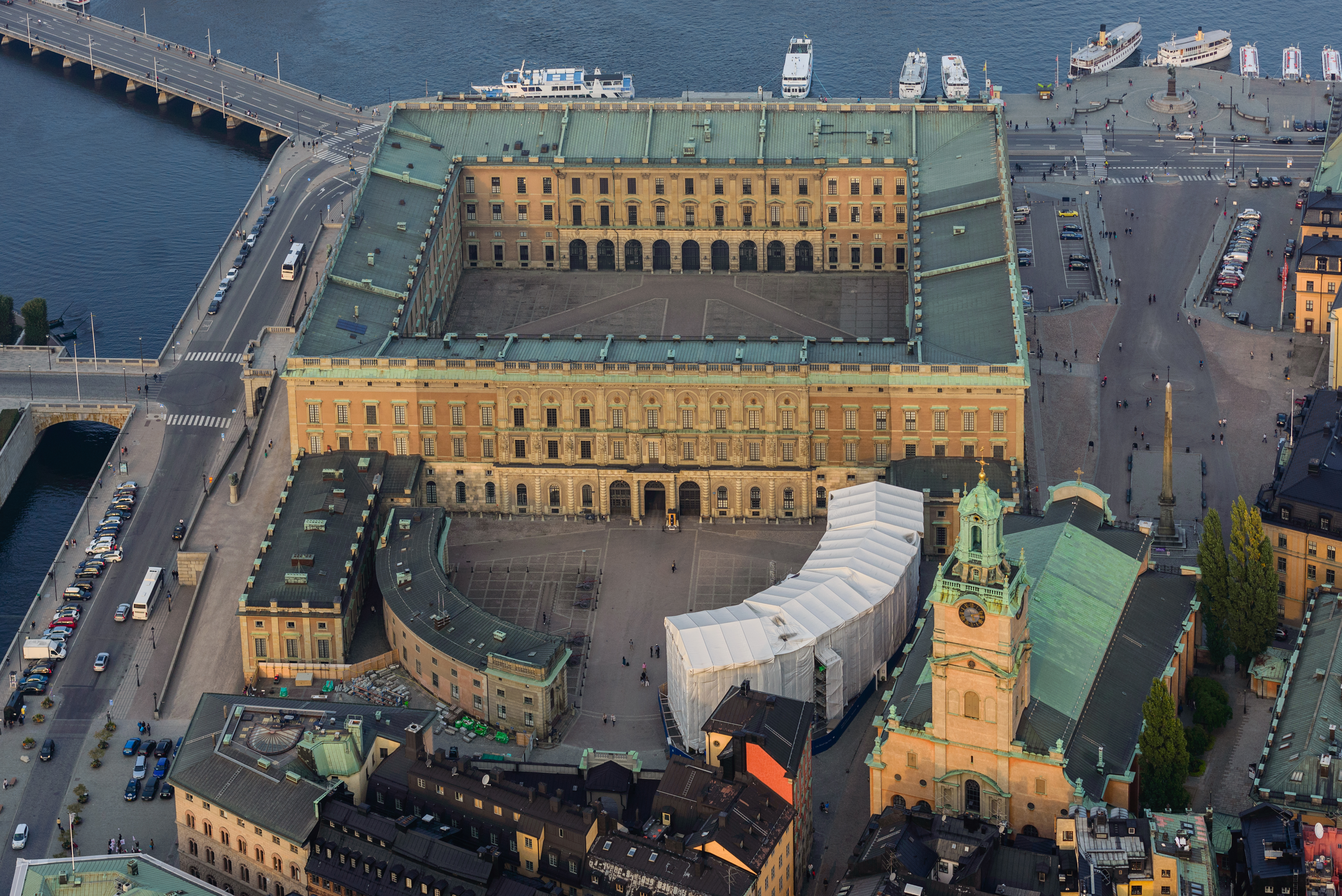
Il palazzo nel settembre del 2014.

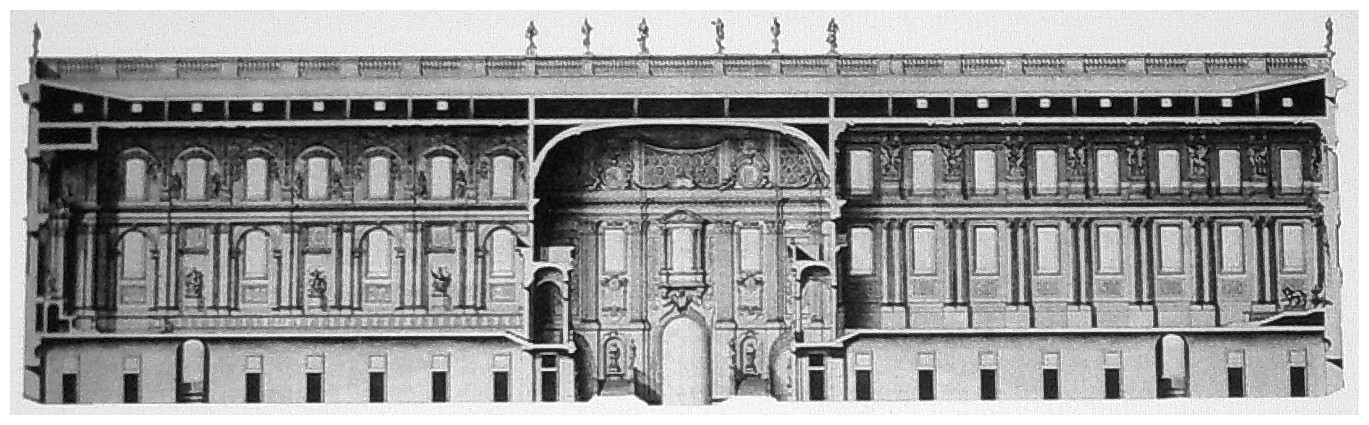
Sezione del progetto di Tessin dell'ala sud con la Sala di Stato sulla sinistra e la Cappella Reale sulla destra, c. 1700

Quando Tessin ottenne la commissione di disegnare il nuovo palazzo, egli abbandonò i propri progetti iniziali sulla costruzione, aggiungendovi due ali laterali più basse a est e a ovest. Questi accorgimenti diedero al palazzo un aspetto ancora più monumentale, espandendolo anche nell'area ovest dove si trovava il fossato voluto da re Gustavo I. L'ala sudovest dovette essere ristretta dal momento che la Storkyrkan si trovava sull'area di ampliamento prevista. Questa asimmetria creata da ali di lunghezza differente, venne compensata dalla costruzione di due ali semicircolari per le guardie reali e per il comandante a ovest del castello.
La costruzione del nuovo palazzo riprese con grande intensità sotto il regno di Carlo XII, ma le costose campagne nella Grande guerra del Nord furono un notevole impedimento al progetto. Carlo XII perse la Battaglia della Poltava nel 1709, e in quell'anno la costruzione del palazzo venne completamente bloccata per far fronte ai costi dell'esercito. In quel tempo, il cortile era stato livellato ed erano stati eretti i muri del cortile sino al primo piano. Il palazzo rimase semi-concluso sino al 1727 quando il Riksdag concesse lo sblocco dei fondi necessari per continuare i lavori. Questo accadde un anno prima della morte di Tessin.
Tessin del resto propose anche degli abbellimenti al palazzo che però non vennero eseguiti: per esempio egli propose la posa di una statua equestre del re Carlo XII al centro del cortile interno del palazzo, sullo stile francese di Versailles dell'epoca, ma Carlo XII in persona rifiutò l'idea perché, come ebbe a dire, tale mossa avrebbe "oscurato la bellissima prospettiva del palazzo". Tessin propose l'abbellimento dei tetti con delle balaustre, ma anche questa idea venne rigettata.

#### Una colonia di artisti francesi

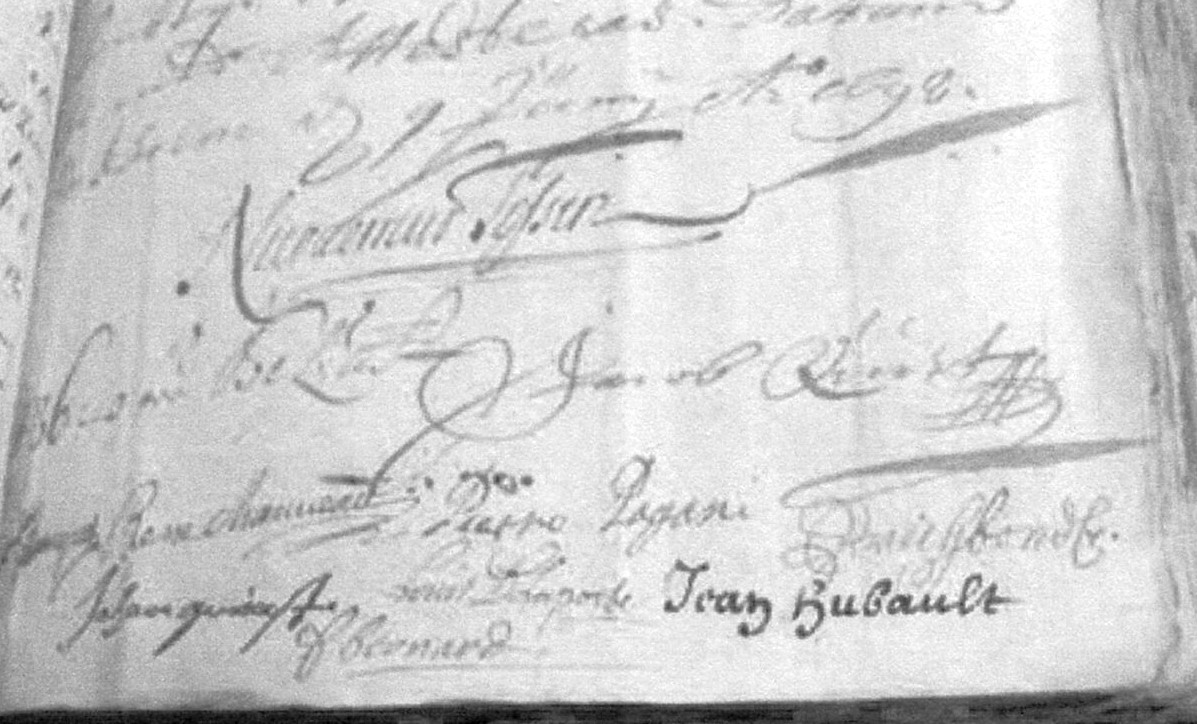
Quietanze dei salari pagati, tra i quali figura il nome di "Nicodemus Tessin", 1700 circa

Un notevole gruppo di artisti dell'epoca provenne dalla Francia. Tra il 1693 e il 1699 sedici muratori francesi, pittori e addetti di fonderia giunsero a Stoccolma. Su iniziativa di Tessin gli artigiani avevano ricevuto l'invito direttamente tramite l'ambasciatore svedese a Parigi, Daniel Cronström, con l'incarico di portarsi in Svezia per lavorare al servizio del re, completi di vitto e alloggio. Lo scultore René Chauveau venne pagato mille riksdaler (circa 49.550 dollari statunitensi del 2014) all'anno, una delle paghe più alte nel gruppo. Alcuni artisti avevano portato con sé anche le loro famiglie e formarono quindi una vera e propria colonia di artisti francesi, dove anche tali membri spesso aiutavano nella costruzione. Il gruppo divenne noto con il nome di de fransöske hantwerkarne (gli artigiani francesi). Gran parte di loro si era formata all'Académie royale de peinture et de sculpture di Parigi e aveva lavorato a Versailles per Luigi XIV. Gran parte degli artigiani era cattolica ed era alloggiata nei pressi dell'ambasciata francese a Stoccolma, luogo ove venne loro permesso di ascoltare la messa cattolica, cosa strettamente proibita nel resto del regno all'epoca. Quando la costruzione del palazzo si interruppe nel 1709, la colonia si dissolse. Alcuni artigiani, come René Chauveau e la sua famiglia, fecero ritorno in Francia, ma molti rimasero invece in Svezia.

### Il progetto di Tessin per le parti esterne del palazzo

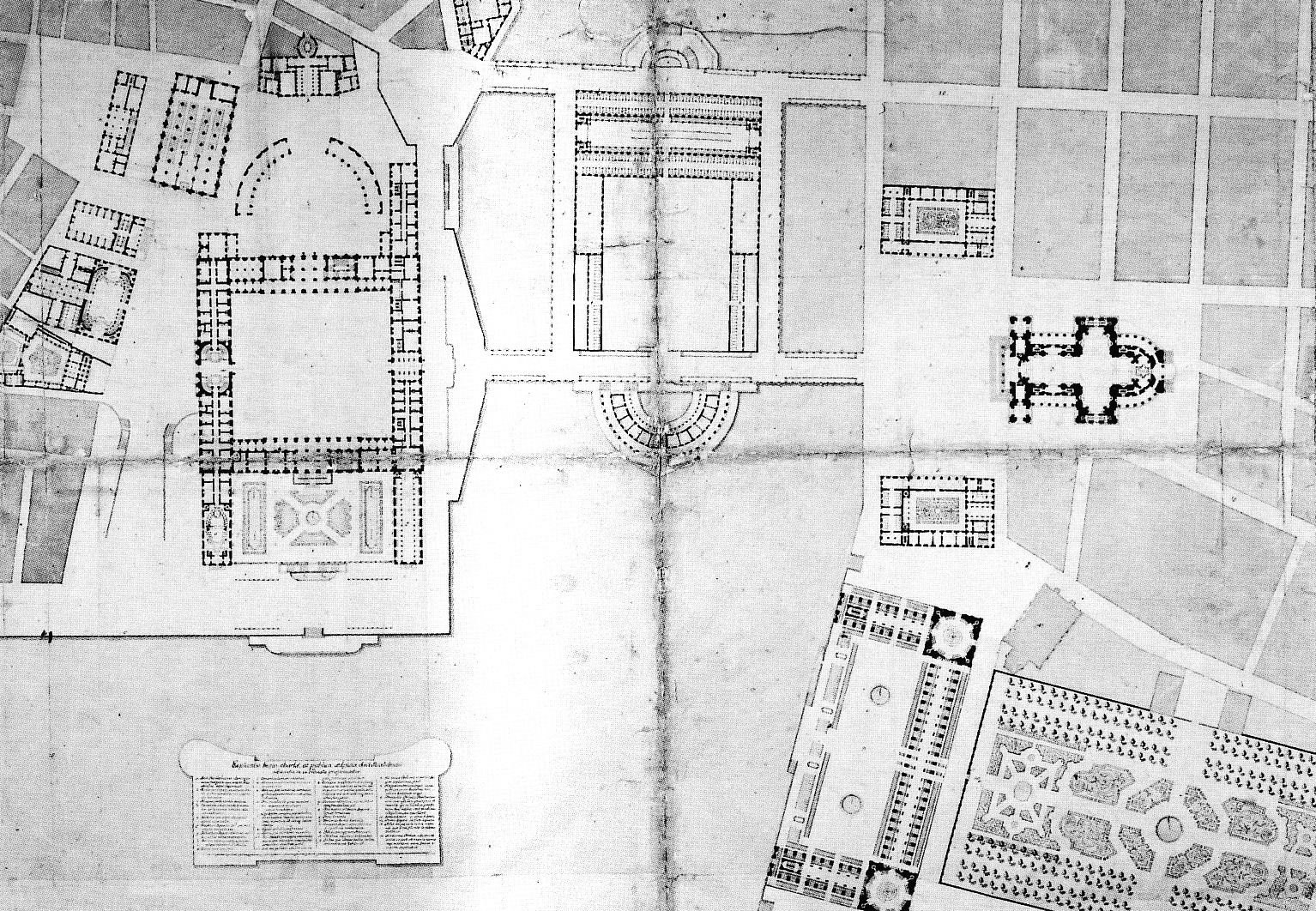
Progetto di Tessin il Giovane del 1713 (il nord è a destra)

Alterazioni dell'uso della terra attorno all'area del palazzo consentirono l'ampliamento della struttura agli inizi del Settecento, sempre con la supervisione di Nicodemus Tessin il Giovane. Il progetto di Tessin per la città venne completato nel 1713, come pure per l'area attorno al palazzo che ottenne una nuova forma. Il progetto prevedette la presenza di viali con sculture, una grande nuova chiesa di Riddarholm che avrebbe ripreso le forme della Basilica di San Pietro a Roma. Tessin progettò anche una grande "Sala della Vittoria" di 112 metri di lunghezza con arcate e colonne di ordine dorico dove sarebbero state esposte le bandiere, le armi e i cannoni strappati al nemico nel corso delle vittorie degli svedesi. A Helgeandsholmen pianificò la realizzazione di uno stadio per la corsa dei cavalli e altri intrattenimenti. Le idee però non vennero approvate dal re Carlo XII, che era desideroso di mantenere la sobrietà del progetto originario. Tessin si convinse suo malgrado che la struttura, sebbene un giorno avrebbe potuto essere realizzata, di fatti avrebbe richiesto un enorme esborso di denaro da parte dello stato e perciò accantonò il progetto.

### La seconda fase di costruzione del nuovo palazzo 1727-1771

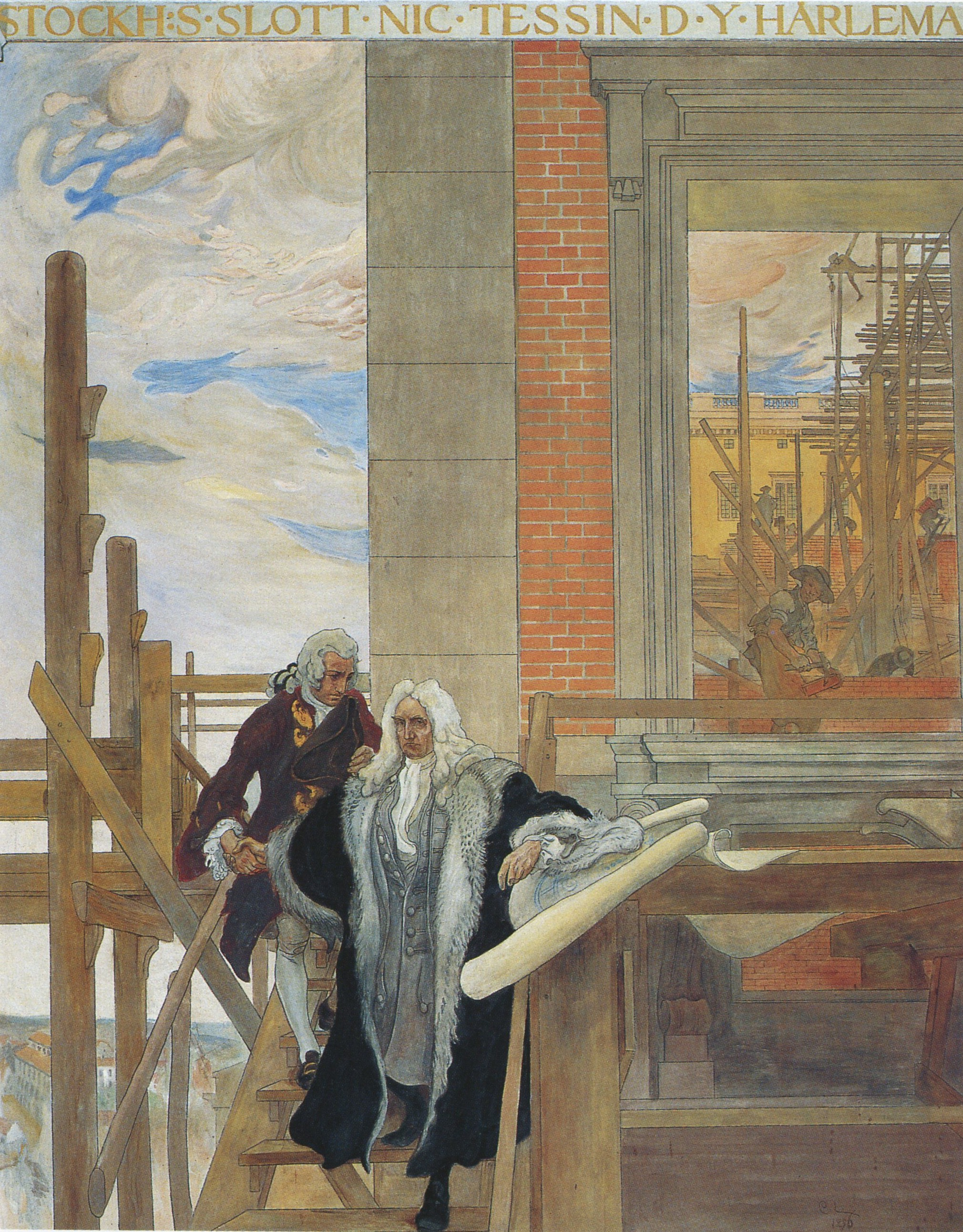
Hårleman e Tessin sul sito della costruzione, in un'interpretazione di Carl Larsson, 1896

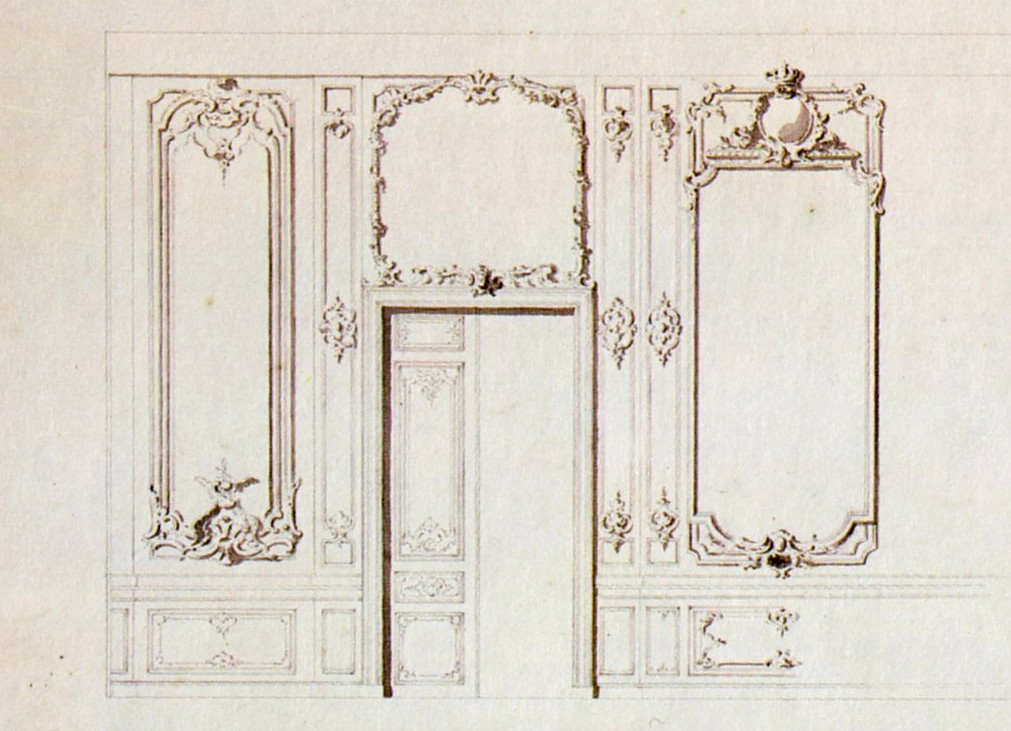
Schizzo di Carl Hårleman di una parete della sala delle udienze del principe Gustav, 1750

Nicodemus Tessin il Giovane morì nel 1728, prima che il palazzo potesse essere terminato. La responsabilità della costruzione passò a Carl Hårleman, anche se la posizione di Tessin come sovrintendente passò a suo figlio, Carl Gustaf Tessin.
Hårleman progettò gran parte dell'interno del palazzo in stile rococò, più adatto ai gusti dell'epoca. Su iniziativa di Hårleman, il colore della facciata venne cambiato da rosso mattone a giallo chiaro. Quando la costruzione venne ripresa nel 1727, vi era nuovamente bisogno di lavoratori qualificati. Il secondo gruppo di artisti francesi e artigiani giunse a Stoccolma nell'estate del 1732, frutto dei negoziati condotti a Parigi da Hårleman nel precedente inverno. Il gruppo era composto da sei persone: due "maestri di muro", Antoine Bellette e Michel Le Lievre oltre a quattro salariati. Altri artisti noti di questa seconda fase furono Charles Guillaume Cousin, Jacques-Philippe Bouchardon, Pierre Hubert L'Archevêque, Johan Tobias Sergel e Adrien Masreliez. Giovanni Battista Tiepolo rifiutò l'offerta di Tessin.
Carl Hårleman morì nel 1753 e il suo lavoro venne continuato da Carl Johan Cronstedt e Carl Gustaf Tessin i quali terminarono insieme il palazzo. Alcune parti del palazzo dove la famiglia reale poté trasferirsi vennero completate proprio in quell'anno. La famiglia del sovrano, che fino ad allora aveva vissuto al Palazzo di Wrangel su Riddarholmen, si spostò nella nuova residenza dall'avvento del 1754. Al posto però di utilizzare direttamente gli Appartamenti di Stato, la famiglia reale scelse di rimanere nell'area oggi nota con il nome di Appartamenti Bernadotte. I lavori intanto proseguirono negli interni.
Le ali Lejonbacken e della Cancelleria vennero terminate dall'architetto Carl Fredrik Adelcrantz, che venne incaricato del progetto alla morte di Hårleman. Il 1771 è considerato l'anno in cui il palazzo venne ufficialmente dichiarato concluso, ma nel corso degli anni continuarono a esserci aggiunte minori.

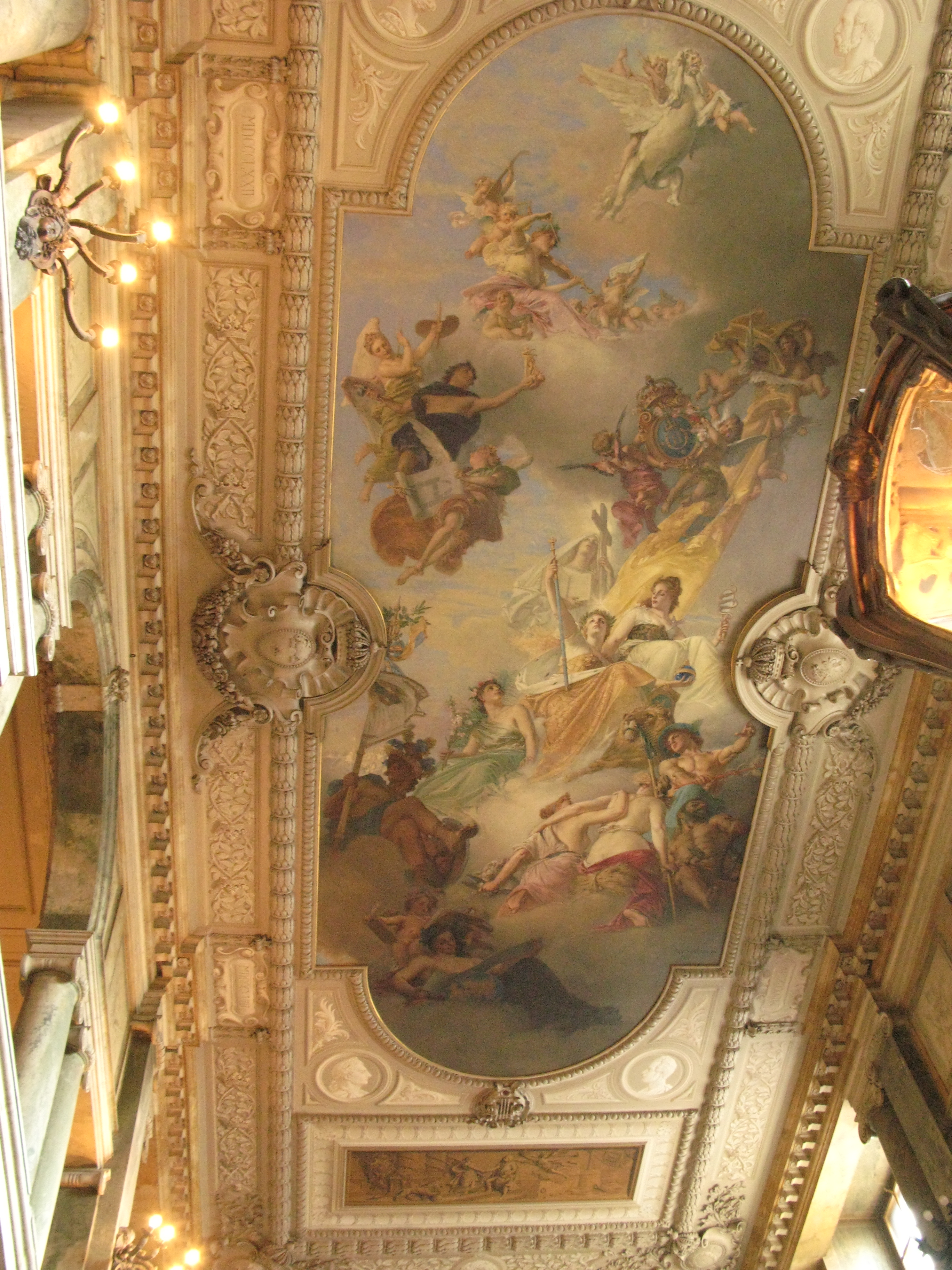
Il soffitto dello scalone ovest, dipinto da Julius Kronberg negli anni '90 dell'Ottocento

### Sviluppi dal 1770

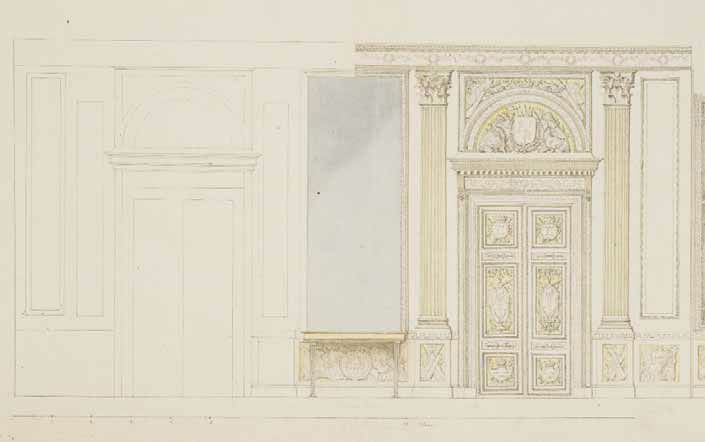
Il disegno di Louis Masreliez per il gabinetto del duca Carlo, 1792

Dopo il completamento del nuovo palazzo, vi furono delle variazioni solo all'interno a seconda dei gusti delle varie epoche e di quelli personali dei differenti reggenti.
artisti come Jean Eric Rehn e Fredrik Wilhelm Scholander decorarono alcune delle sale interne tra la fine del XVIII secolo e il XIX secolo. Tra gli scultori, i pittori e gli artigiani che presenziarono in questo periodo si ricordano Louis Masreliez (interni di stile classico e neoclassico), Jean Baptiste Masreliez (interni), Axel Magnus Fahlcrantz (Logården), Johan Niclas Byström (sculture), Sven Scholander (restauri), Johan Axel Wetterlund (sculture della facciata e gruppi allegorici), Julius Kronberg (pitture da soffitto) e Kaspar Schröder (sculture in facciata, mascheroni).
A fine Settecento ospitò anche il nuovo "Museo Reale" istituito da Gustavo III di Svezia con le collezioni artistiche della dinastia e che fu la base del Museo nazionale di Stoccolma (le collezioni di antichità sono ancora presenti a Palazzo in un'apposita galleria aperta al pubblico da allora, il Museo delle antichità, nell'ala di Nord-Est).
Notevoli cambiamenti alla facciata vennero apportati durante il regno di Carlo XIV Giovanni di Svezia con la colorazione giallo chiara che andò a sovrapporsi a quella mattone decisa da Hårleman, come pure nel XX secolo durante il regno di Oscar II si prese la decisione di tornare al colore originario del progetto di Tessin.
Nel corso del regno di Oscar I di Svezia, vi fu un rinnovato interesse per gli stili precedenti e quando la Vita Havet (Sala da ballo bianca) venne creata su disegno di Per Axel Nyström nel 1844-1850, venne scelto di seguire un compromesso tra nuovo e antico. Fredrik Wilhelm Scholander, curatore del re Carlo XV di Svezia, mostrò il proprio gusto nel disegno di interni in sale come la Victoriasalongen di stile neo-rococò.
Re Oscar II apportò notevoli aggiunte, migliorie e modernizzazioni al palazzo. Gran parte delle nicchie vuote in facciata vennero riempite con sculture durante il suo regno, come pure installò a palazzo un sistema di acqua corrente nel 1873, l'elettricità nel 1883, il telefono nel 1884 e un sistema di riscaldamento centralizzato nel 1900 circa. Il re promosse anche ulteriori decorazioni interne commissionate a Julius Kronberg. Lo scrittore Georg Svensson, scrisse a tal proposito "il suo intento [di Oscar II] era di completare la costruzione del palazzo secondo i piani di Tessin".
Durante gli anni 1922-1930 il Logården venne riprogettato di stile inglese con aree più aperte, fontane e altri elementi decorativi naturali.
Nel 1956-1958 venne restaurato il museo delle antichità di Gustavo III. L'architetto e capo intendente Ivar Tengbom venne nominato responsabile dei lavori. Il tesoro reale venne aperto al pubblico nel 1970 come pure nel 1999 il Museo Tre Kronor.

## L'esterno

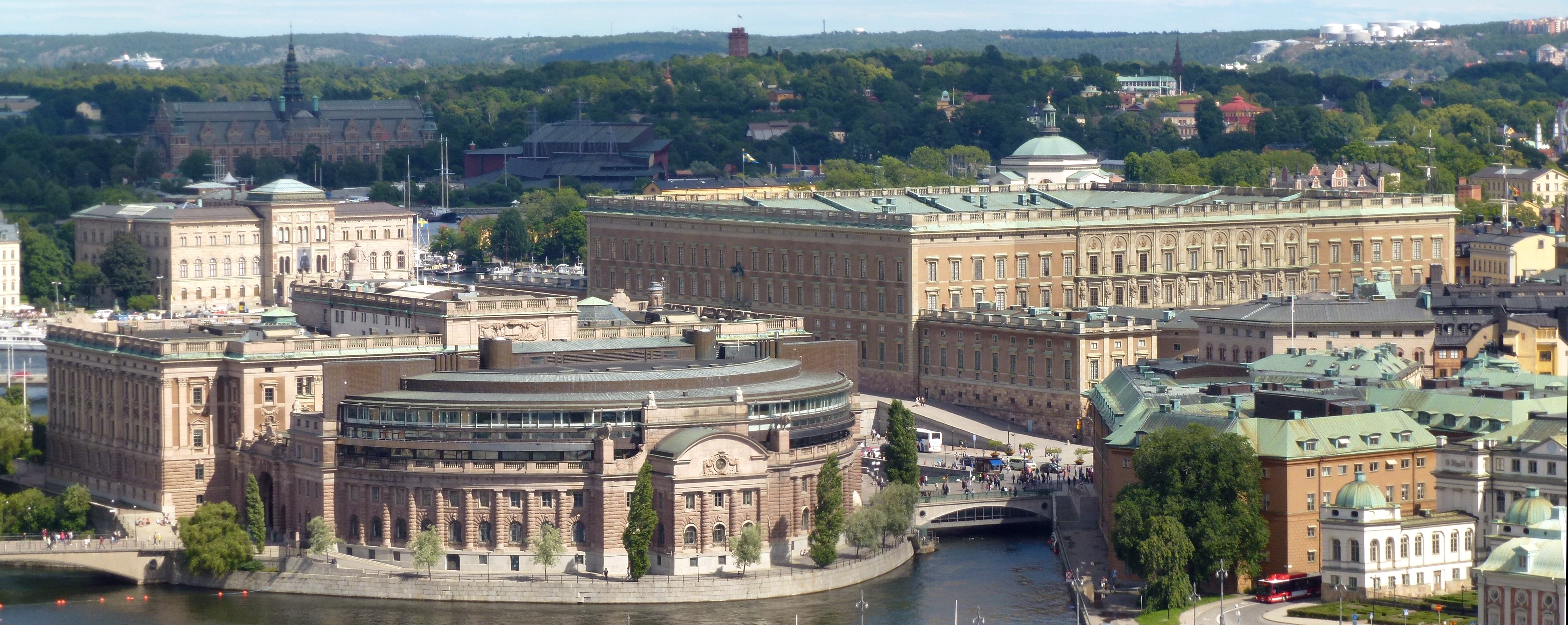
Il Palazzo Reale di Stoccolma (a destra) e la sede del Parlamento svedese (a sinistra). Sullo sfondo la facciata del Nationalmuseum e la cupola della Chiesa di Skeppsholmen.

Il palazzo è costruito in mattoni, con intersezioni nelle facciate di pietre calcaree. Il tetto è coperto di rame e circondato da una balaustra di pietra che circonda l'intero edificio sulla sommità.
Il palazzo ha 1430 stanze con 660 finestre e copre una superficie di 62.210 metri quadrati. Il palazzo è composto da quattro ali: ovest, sud, est, nord. La facciata sud rappresenta simbolicamente la nazione, quella ovest il re, quella est la regina, quella nord la monarchia in generale. Le facciate est e ovest hanno una lunghezza complessiva di 115 metri, mentre quelle nord e sud raggiungono i 120 metri. Le quattro ali sono collegate a un cortile interno.
Davanti alla facciata principale si stagliano due ali semicircolari che creano una piazza antistante il complesso. Notevole è anche il Logården ("Corte della lince") è un piccolo giardino situato tra l'ala sud-est e l'ala nord-est.

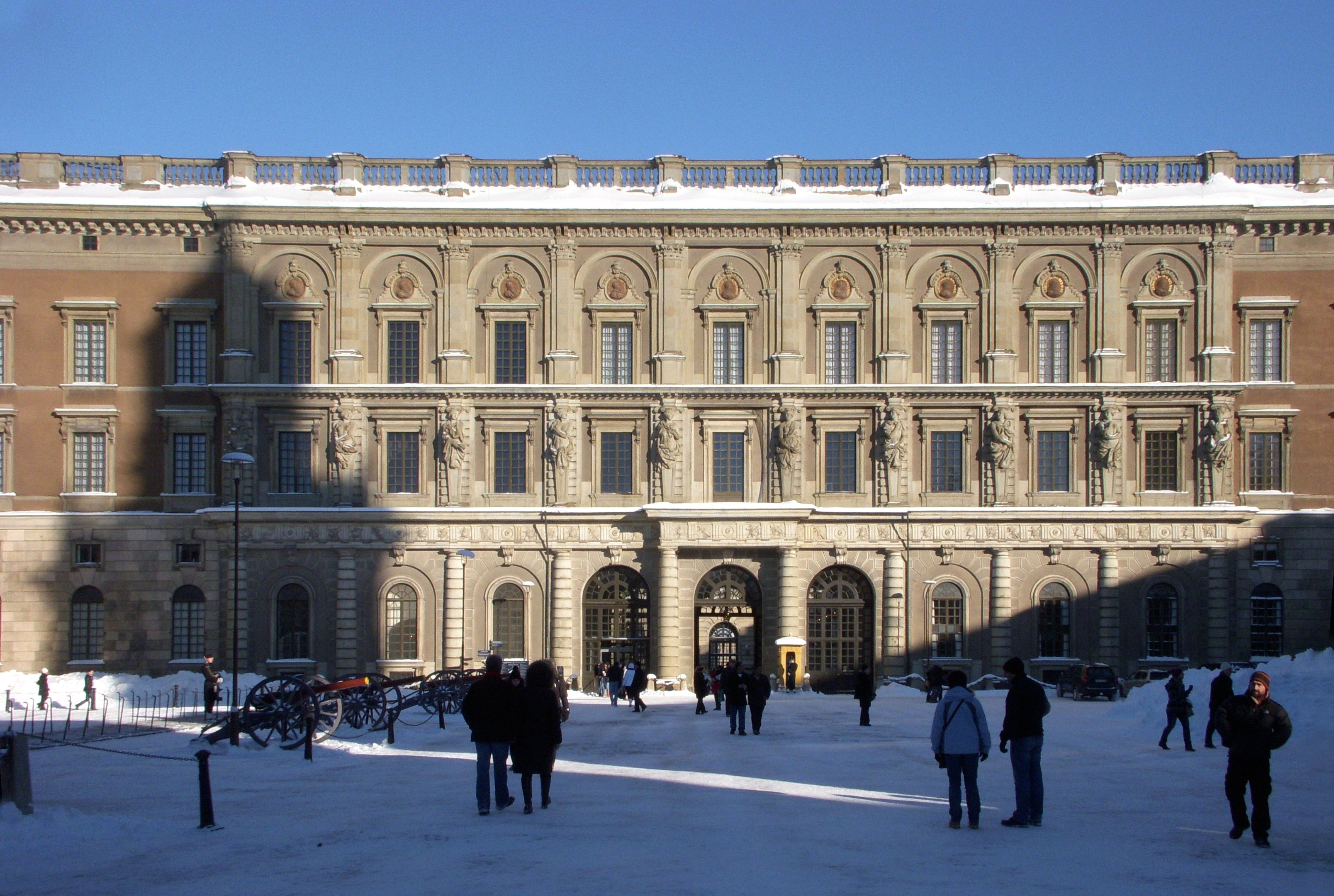
La facciata ovest
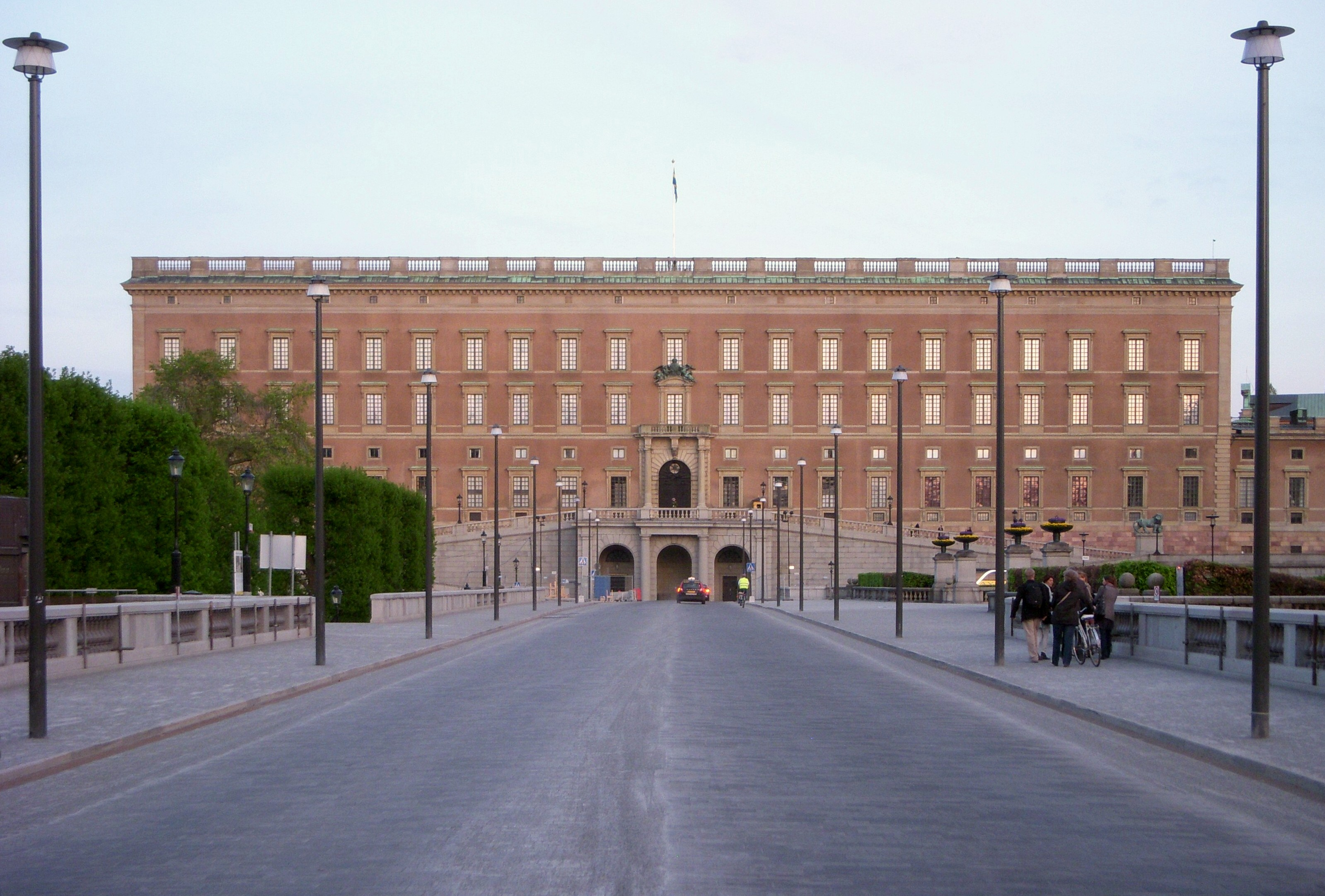
La facciata nord
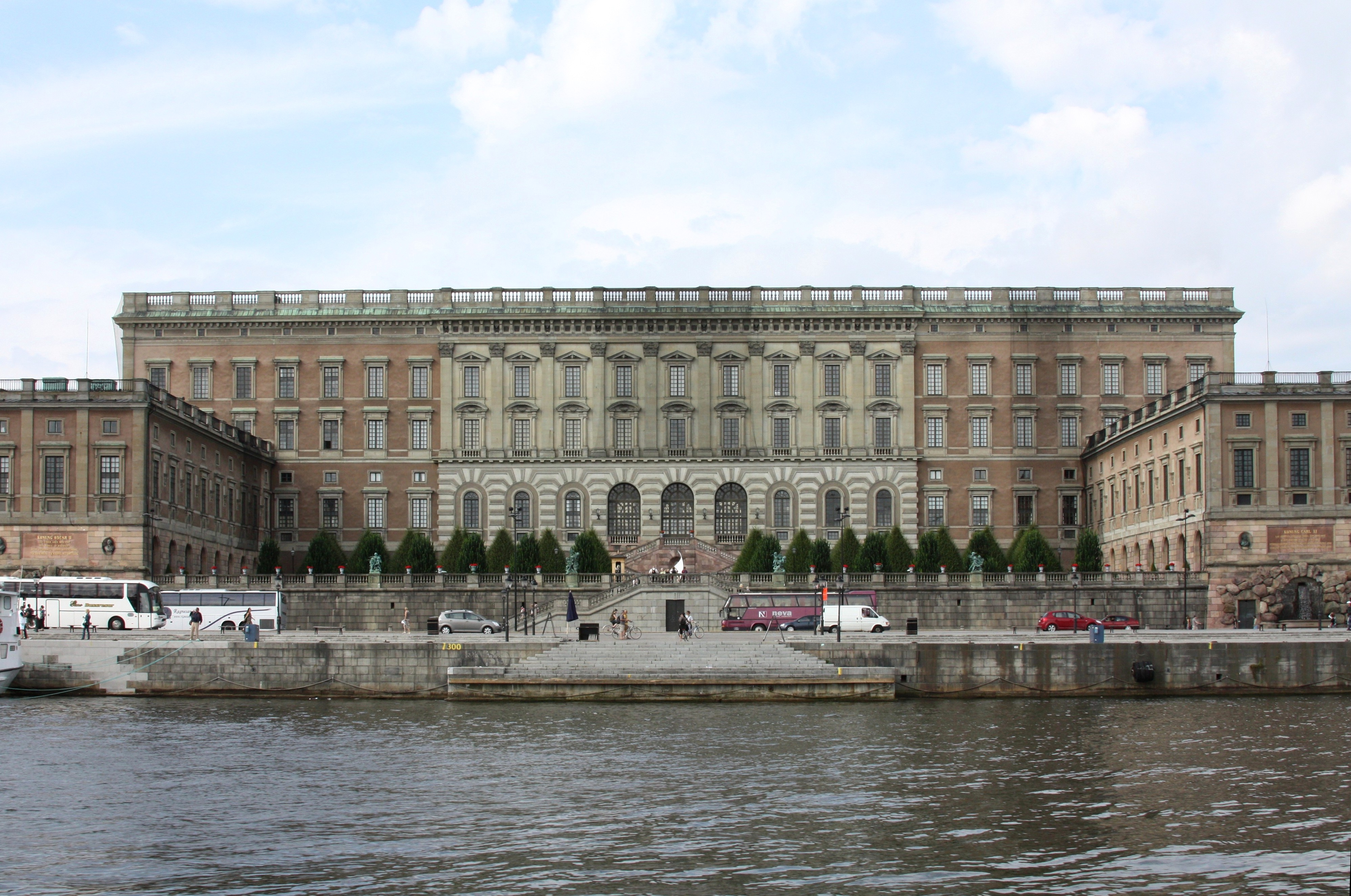
La facciata est
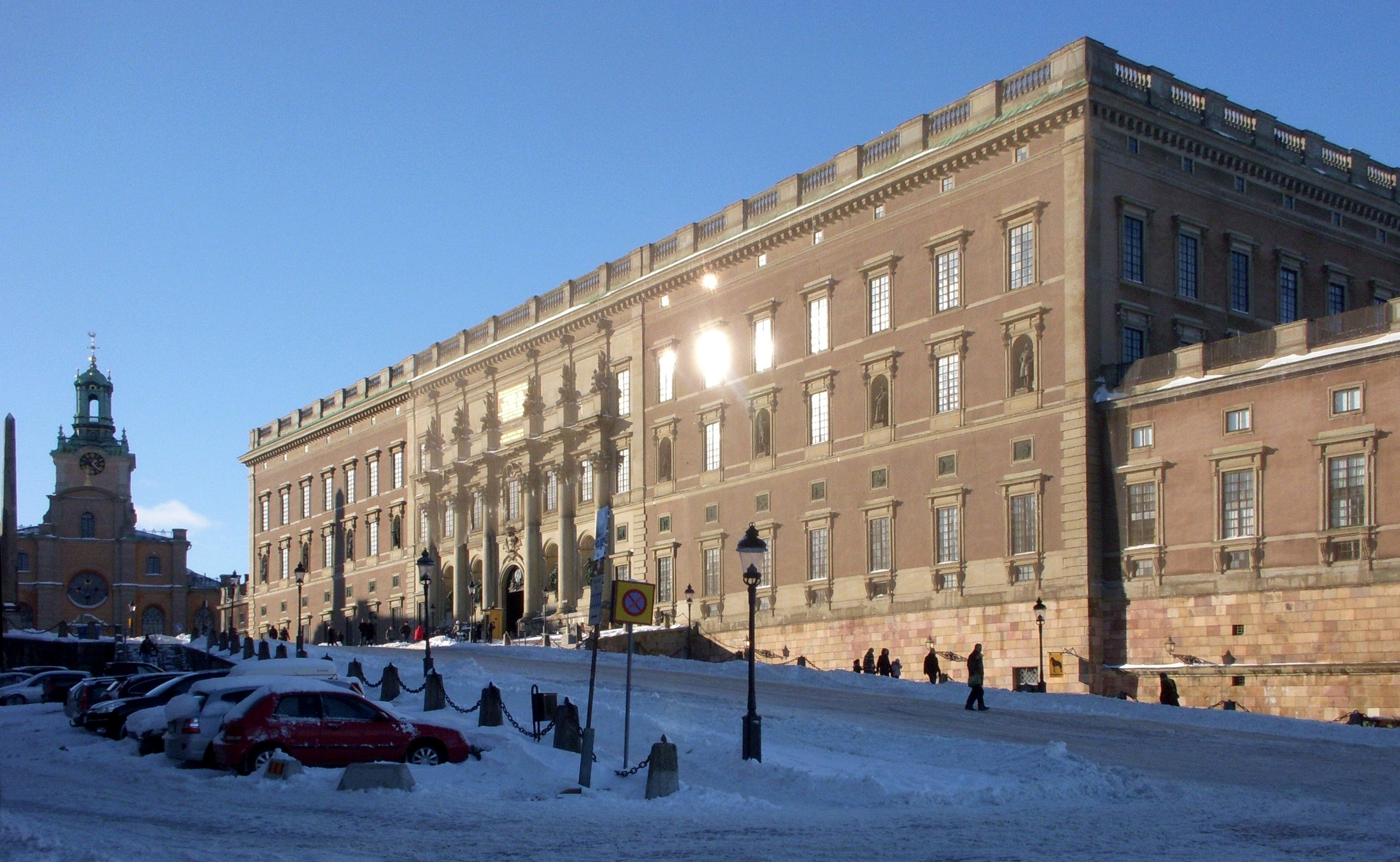
La facciata sud

### I cortili

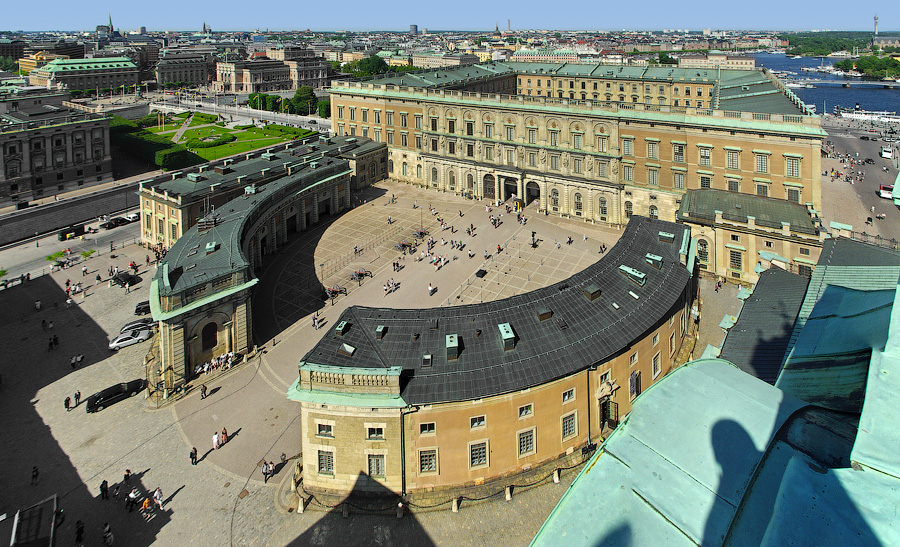
Il cortile esterno e l'ala ovest visti dalla torre della Storkyrkan

Il palazzo dispone di due cortili. L'ala ovest è detta Corte Esterna ed è l'area dove avviene il tradizionale e quotidiano cambio della guardia con la Guardia Reale Svedese. Una statua di Christina Gyllenstierna si trova nella Corte Esterna, eretta su iniziativa del Föreningen för Stockholms fasta försvar (La Società per la Difesa Permanente di Stoccolma) nel 1912. La Corte Esterna è chiusa da due ali incurvate. L'ala nord è utilizzata dalle Guardie Reali mentre quella a sud è oggi un negozio di oggettistica.
La Corte Interna è circondata su quattro lati dal palazzo e vi si ha accesso da dei portali posti nei punti cardinali. Il cortile interno è 89 m x 77 m. Qui Tessin aveva pensato di porre una statua di Carlo XI ma questa idea gli venne rifiutata dal sovrano.
Il disegno della Corte Interna si è ispirato al cortile del Louvre e secondo i principi generali del barocco.

### Ala ovest

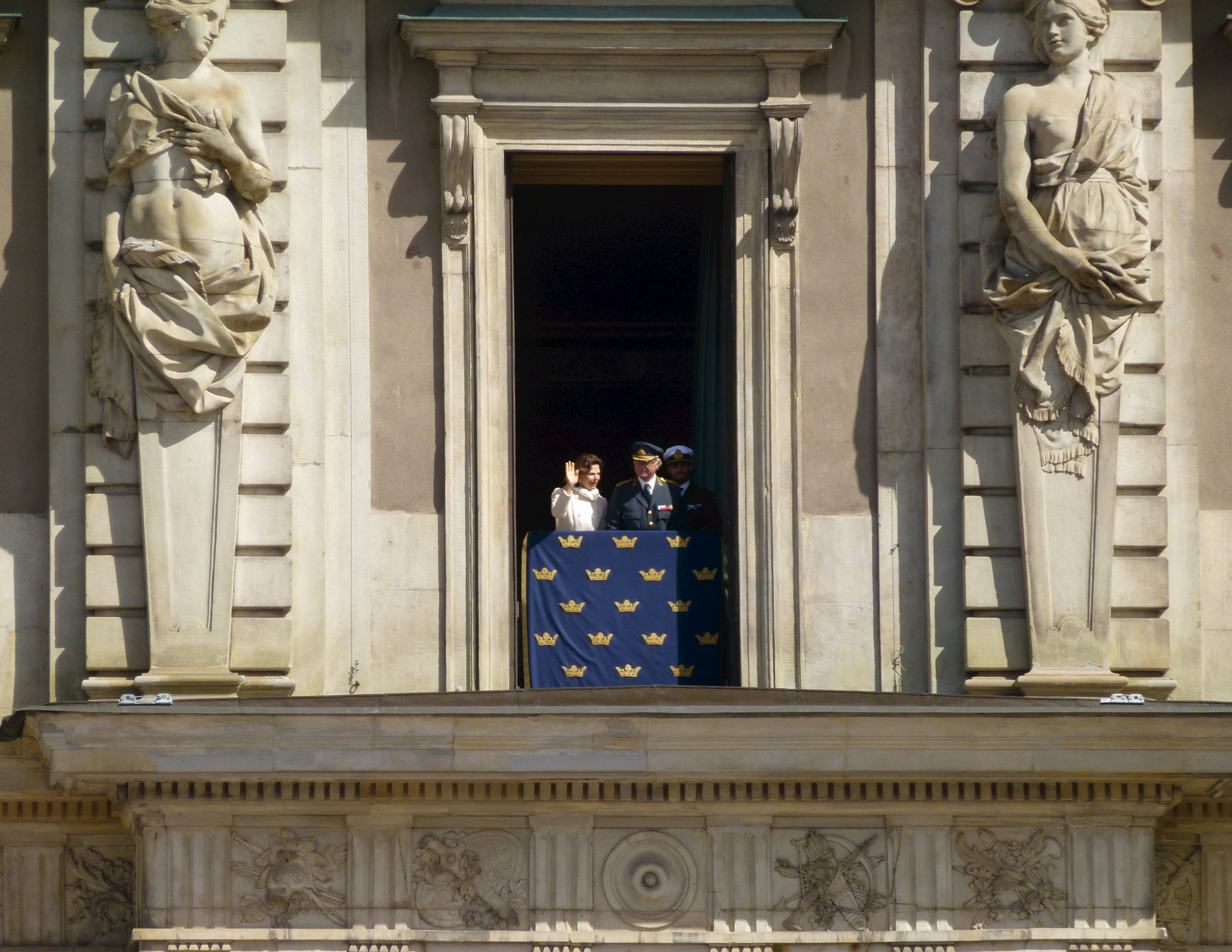
Il re e la regina al balcone

L'ala ovest rappresenta le "Qualità maschili" del re. Sulla facciata vi sono nove medaglioni rappresentanti dei regnanti svedesi e dieci cariatidi. La finestra centrale sopra il portale è dove il re e la famiglia reale solitamente si affacciano a ogni compleanno del sovrano e nelle occasioni ufficiali.

#### Sculture
Sull'ala ovest, tra le finestre, vi sono dieci cariatidi femminili realizzate dall'artista francese Charles Guillaume Cousin in pietra di Gotland nel 1744. Ogni figura ha un'altezza di 4,5 metri.
I Kungamedaljongerna (medaglioni reali) sopra le finestre vennero sempre realizzati da Cousin. I medaglioni rappresentano Gustavo I, Eric XIV, Giovanni III, Sigismondo III, Carlo X, Gustavo Adolfo, la regina Cristina, Carlo X Gustavo, Carlo XI. I medaglioni hanno un diametro di circa 1,5 m e sono stati realizzati nel 1745 in piombo.

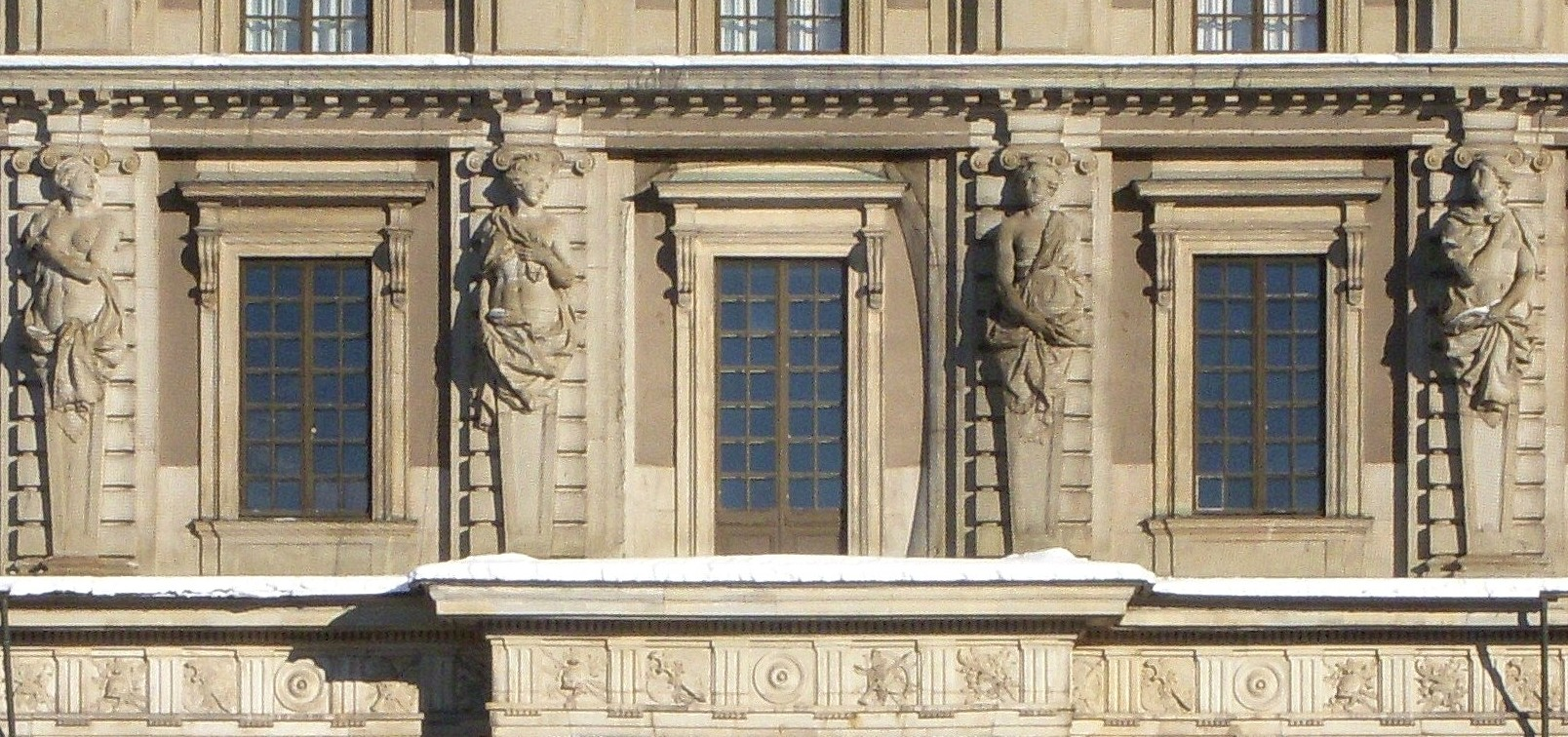
Quattro delle dieci cariatidi
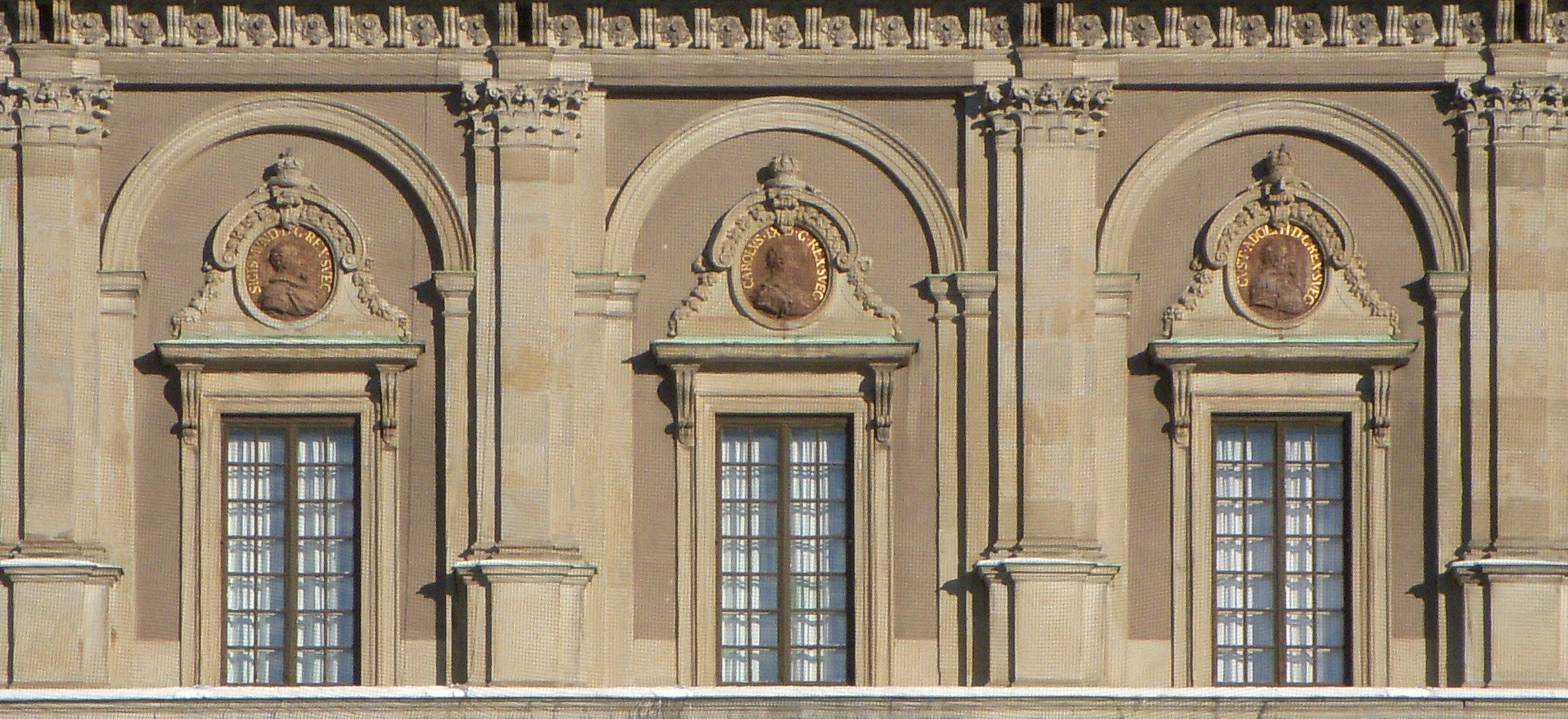
Tre dei nove medaglioni reali

### Ala nord
L'ala nord rappresenta il "potere".

#### Sculture

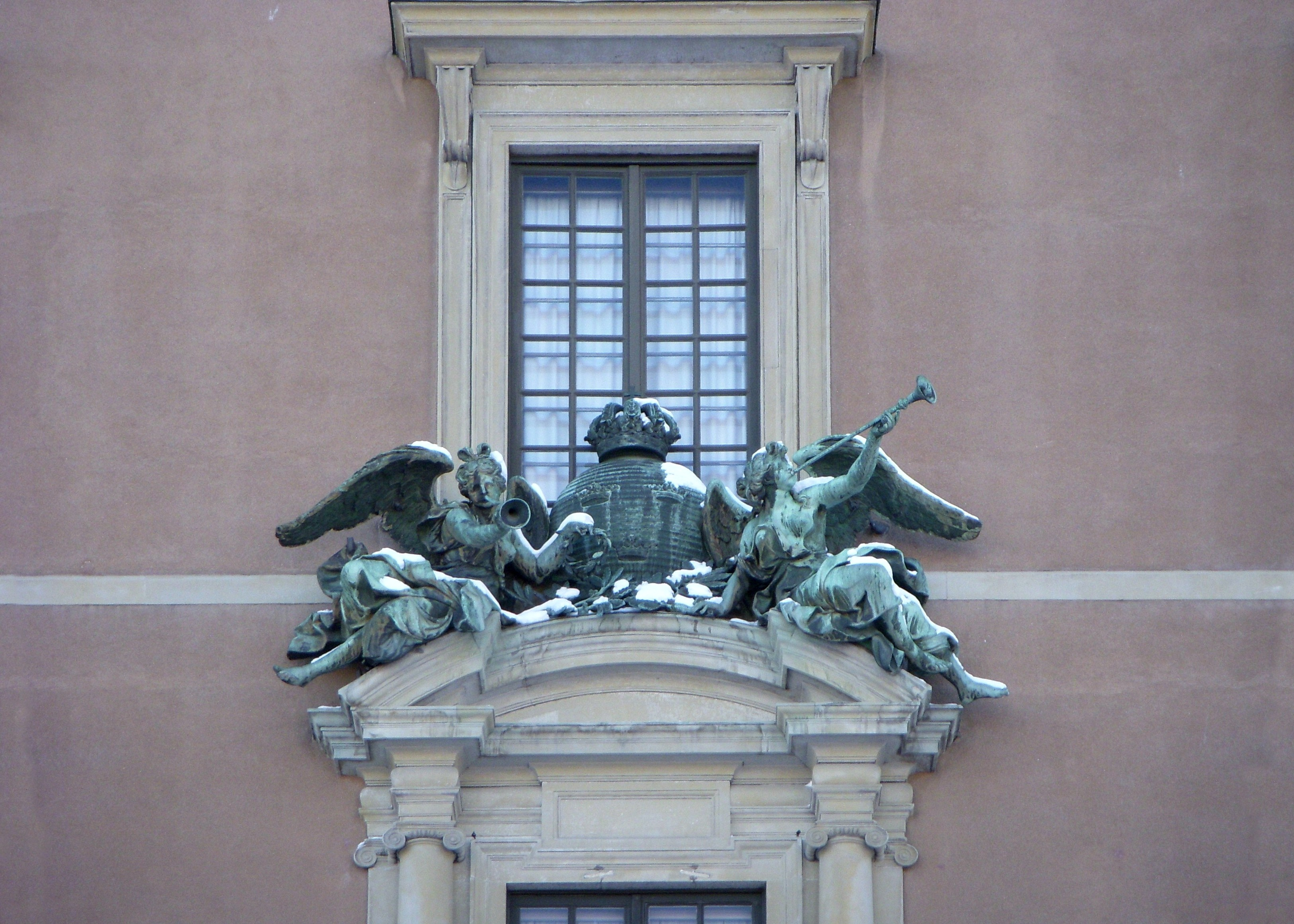
Il gruppo Renomé

La decorazione artistica dell'ala nord è molto minimale e consiste solo in un gruppo di figure sulla balconata della Galleria Bernadotte. Il gruppo rappresenta lo stemma reale della Svezia, il Tre Kronor (Tre Corone) supportate da due angeli annunzianti. Le figure presenti vennero progettate e realizzate da Claude Henrion mentre il resto del gruppo venne affidato a Bernard Foucquet il Vecchio. Realizzate in bronzo, andarono a decorare la facciata solo nel 1814.
Fuori dalla facciata nord si trova la scalinata di accesso con i due leoni a protezione del castello. Questi consistono in due sculture ispirate ai Leoni Medici di Villa Medici a Roma, e vennero voluti da re Carlo XII nel 1700, ed eseguiti in bronzo rispettivamente nel 1702 e nel 1704. Essi vennero posti sulla scalinata di accesso come simbolo del potere reale. Il bronzo necessario per la loro realizzazione venne strappato al Castello di Kronborg a Helsingør, nel corso della campagna militare di Carlo X Gustavo in Danimarca. La base è in granito.

### Ala sud
L'ala sud rappresenta "La Nazione". Il centro della facciata è realizzato a forma di arco di trionfo con un portale fiancheggiato da tre colonne di ordine corinzio su ciascun lato.
Sulla facciata vi sono inoltre un gran numero di nicchie con sculture rappresentanti noti uomini svedesi. L'intera facciata doveva rappresentare la grandezza della Svezia, la sua società e le persone prominenti del paese. Nei suoi pressi si trovano sia la Cappella Reale che la Sala di Stato che rappresentano il potere umano e divino, simboli della nazione.
Sopra l'arco vi è una targa commemorativa in latino, affiancata da due figure con trofei di guerra. Queste vennero create nel 1735 da Antoine Bellette e poi fuse da Gerhard Meyer il Giovane. L'iscrizione sulla placca, in onore di Carlo XII, cita:

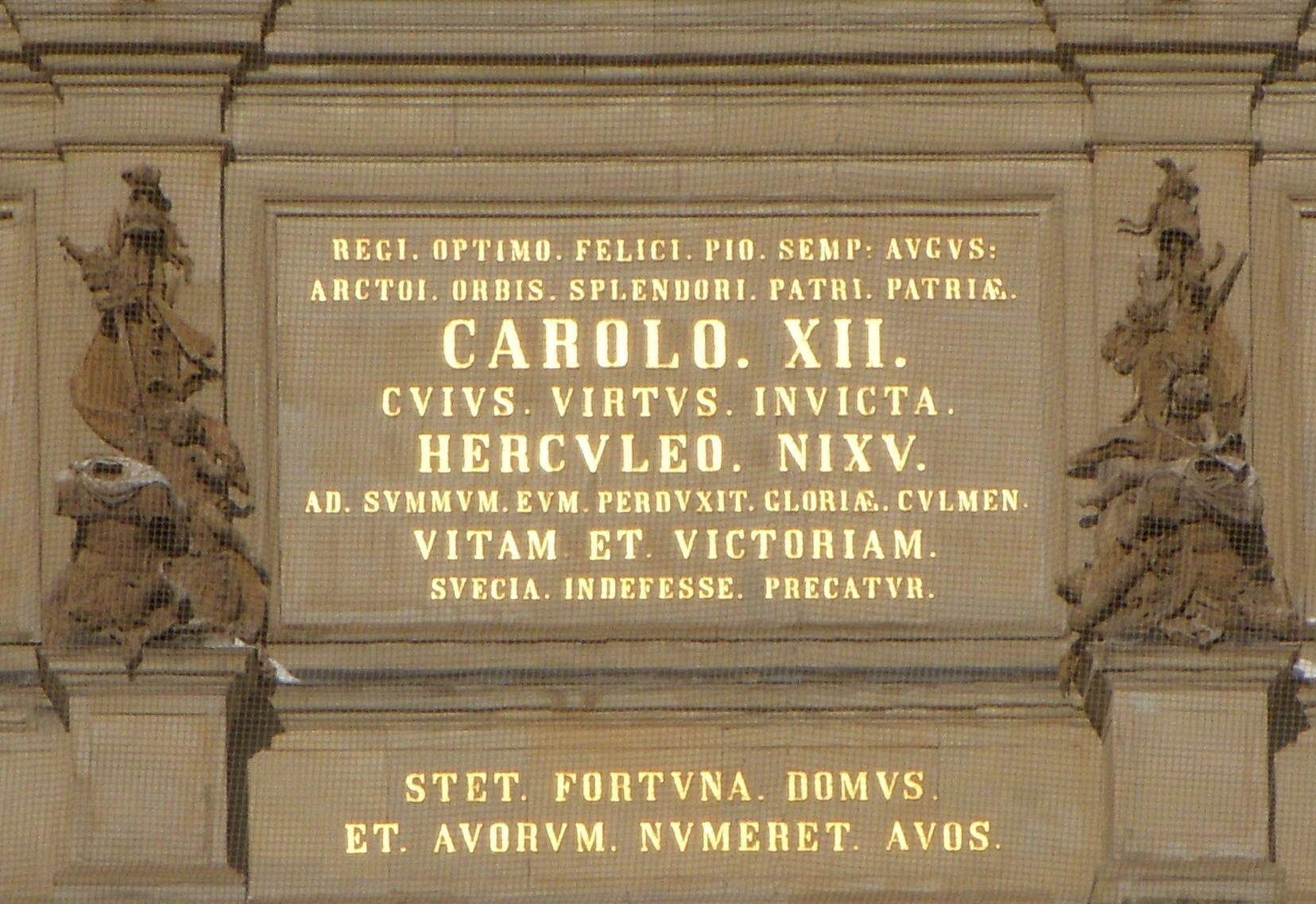
"La Svezia prega senza fine per la vita e la vittoria del Re, lo splendido, fortunato, pio e sempre venerabile Carlo XII, orgoglio del mondo del nord, padre della patria, il cui invincibile coraggio e la forza erculea lo hanno portato alle più alte glorie. Possa la sua fortuna rimanere alla sua casata nelle generazioni."

#### Sculture

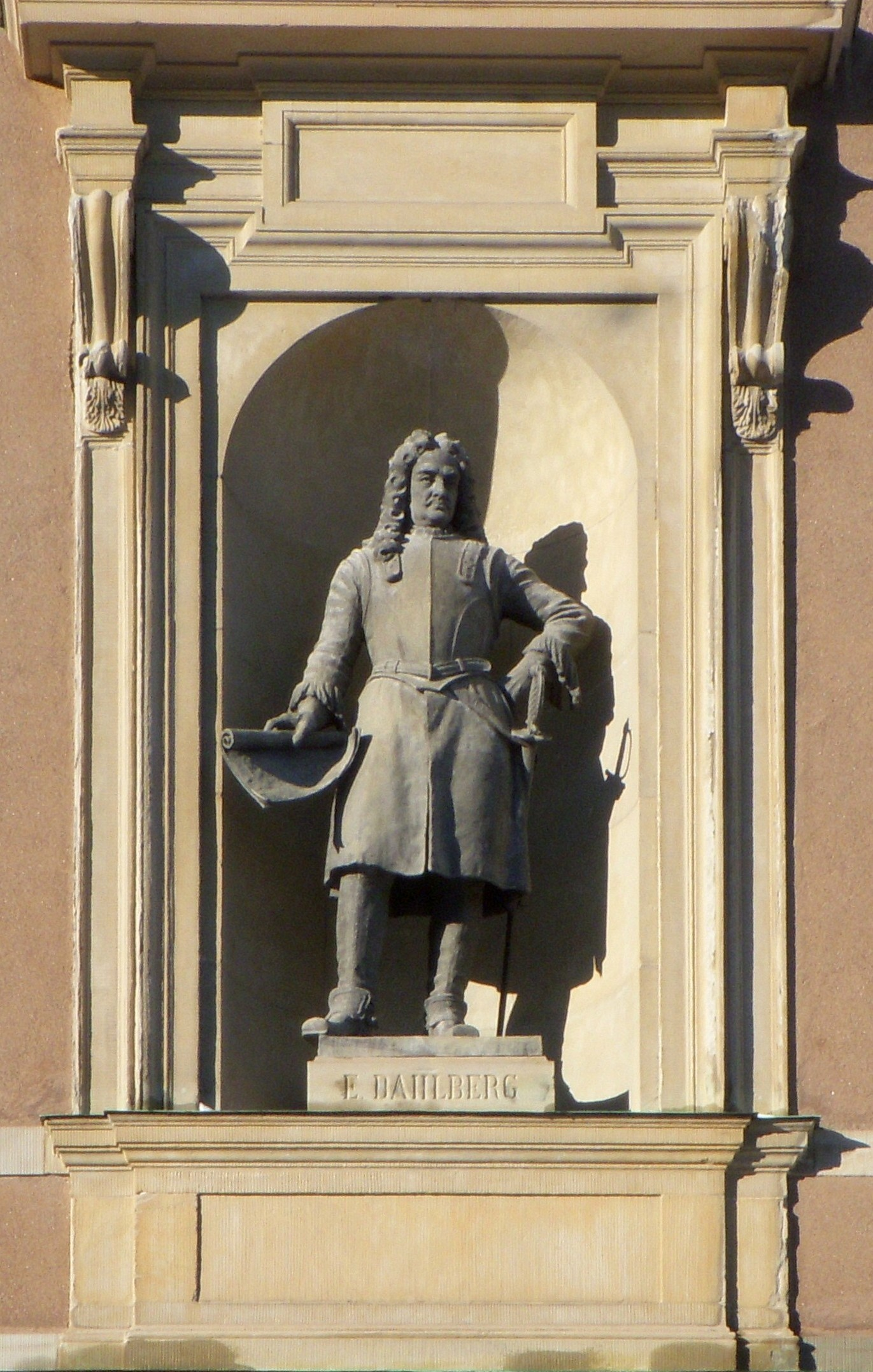
Erik Dahlbergh

La facciata sud è la più decorata, con statue, sculture e rilievi. Nelle otto nicchie, inizialmente vuote, si trovano le statue degli uomini famosi di Svezia. Queste vennero aggiunte negli anni '90 dell'Ottocento per iniziativa del re Oscar II. Le statue sono circa 2,8 metri di altezza e vennero realizzate in zinco da Johan Axel Wetterlund. Le statue rappresentano Erik Dahlbergh, Carl Linnaeus, Nicodemus Tessin il Giovane e Georg Stiernhielm a sinistra dell'arco, oltre ad Haquin Spegel, Olof von Dalin, Rutger von Ascheberg e Carl Fredrik Adelcrantz a destra.

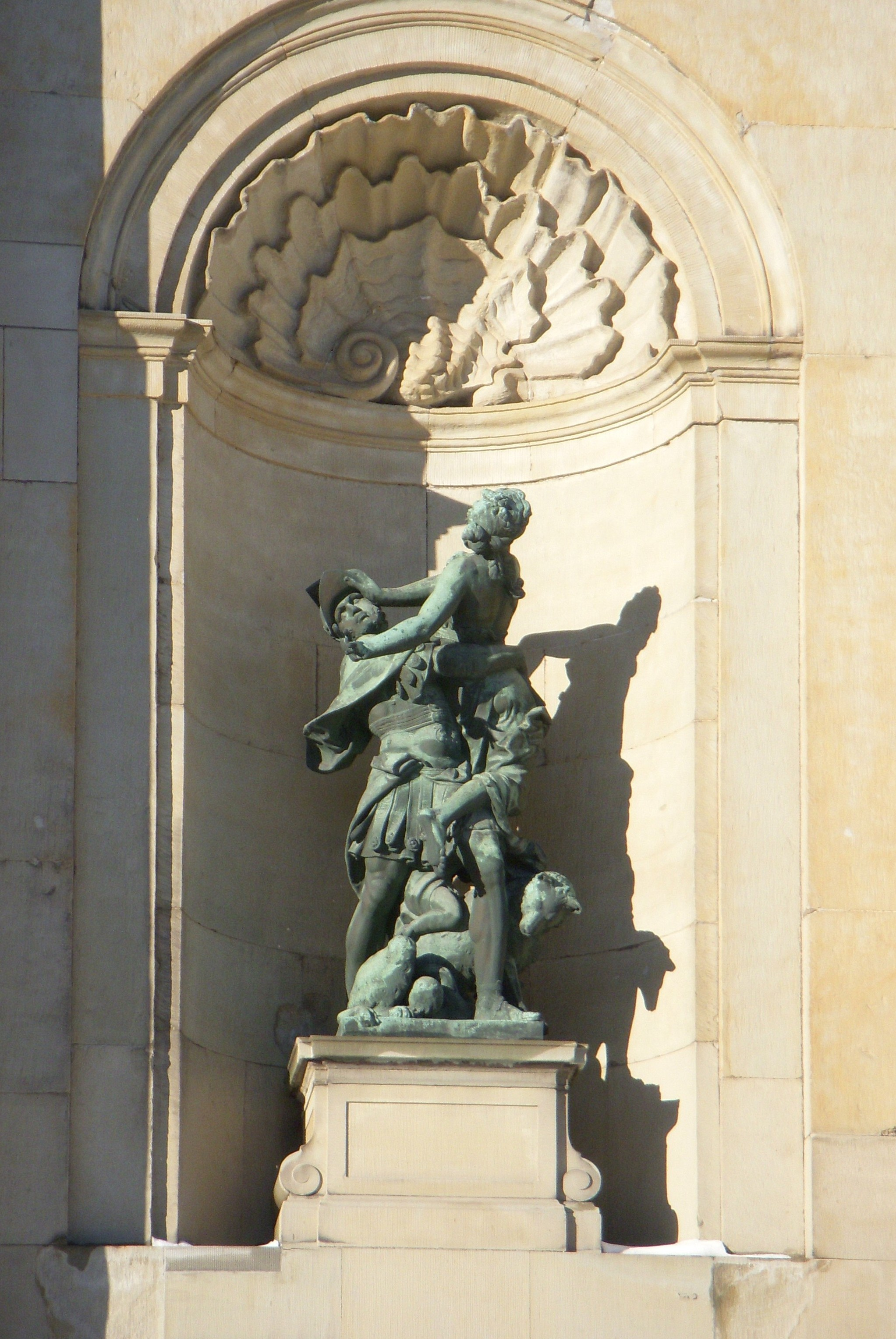
Romolo ed Ersilia

Enleveringsgruppen (Il gruppo del rapimento), composto da quattro sculture (due a destra e due a sinistra dell'arco), illustra l'episodio del ratto delle sabine e venne realizzato da Bernard Foucquet il Vecchio all'inizio del XVIII secolo, ma le sculture non vennero installate sino al 1897. Da ovest a est le strutture rappresentano: Paride ed Elena, Borea e Orizia, Plutone e Proserpina, Romolo ed Ersilia. Esse vennero realizzate in bronzo con un'altezza di circa 2,5 metri ciascuna. Il gruppo venne realizzato per iniziativa del re Oscar II per riempire le nicchie vuote presso l'arco di trionfo come si è detto.

#### I bassorilievi
Sopra le finestre del piano terreno si trovano sedici bassorilievi realizzati tra il 1699 e il 1700 dall'artista francese René Chauveau. Queste vennero realizzate in bronzo e originariamente erano posti presso le scalinate del castello. Negli anni '90 dell'Ottocento vennero montati sulla facciata sud, andando a rimpiazzare una serie di finestre della medesima grandezza. Le finestre corrispondenti si possono ancora oggi vedere sulla facciata nord.

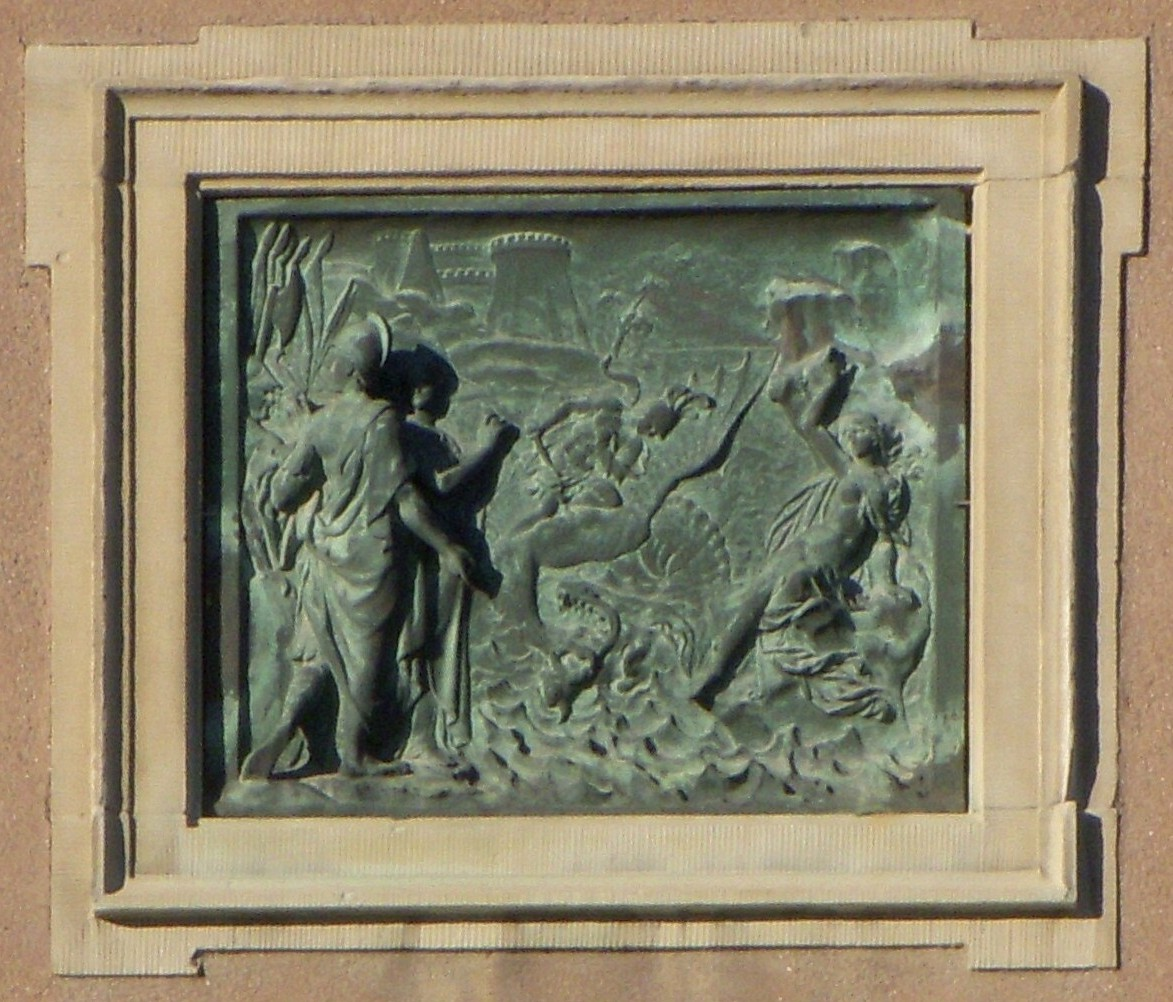
Perseo e Andromeda

I rilievi rappresentano episodi tratti dalle Metamorfosi di Ovidio. Tra i motivi sono rappresentati "Il diluvio universale con Deucalione", "Pirra e Elena", "Perseo e Medusa", "Apollo che uccide il serpente".

### Ala est
L'ala est, rappresenta le "Qualità femminili" della regina. Oltre questa facciata vi è il Logården. Sulla balaustra che chiude il Logården dalla Skeppsbron vi sono quattro sculture che rappresentano la musica, la religione, la poesia e la misericordia. Questi erano infatti gli antichi valori e interessi femminili.
Mentre disegnava la facciata est, Tessin si ritiene si sia rifatto all'idea di una villa di campagna romana. Il modello della parte centrale, con pilastri colossali tra le finestre, sembrerebbe ricalcare il modello presentato da Gian Lorenzo Bernini nel Palazzo Chigi-Odescalchi di Roma.

#### Sculture

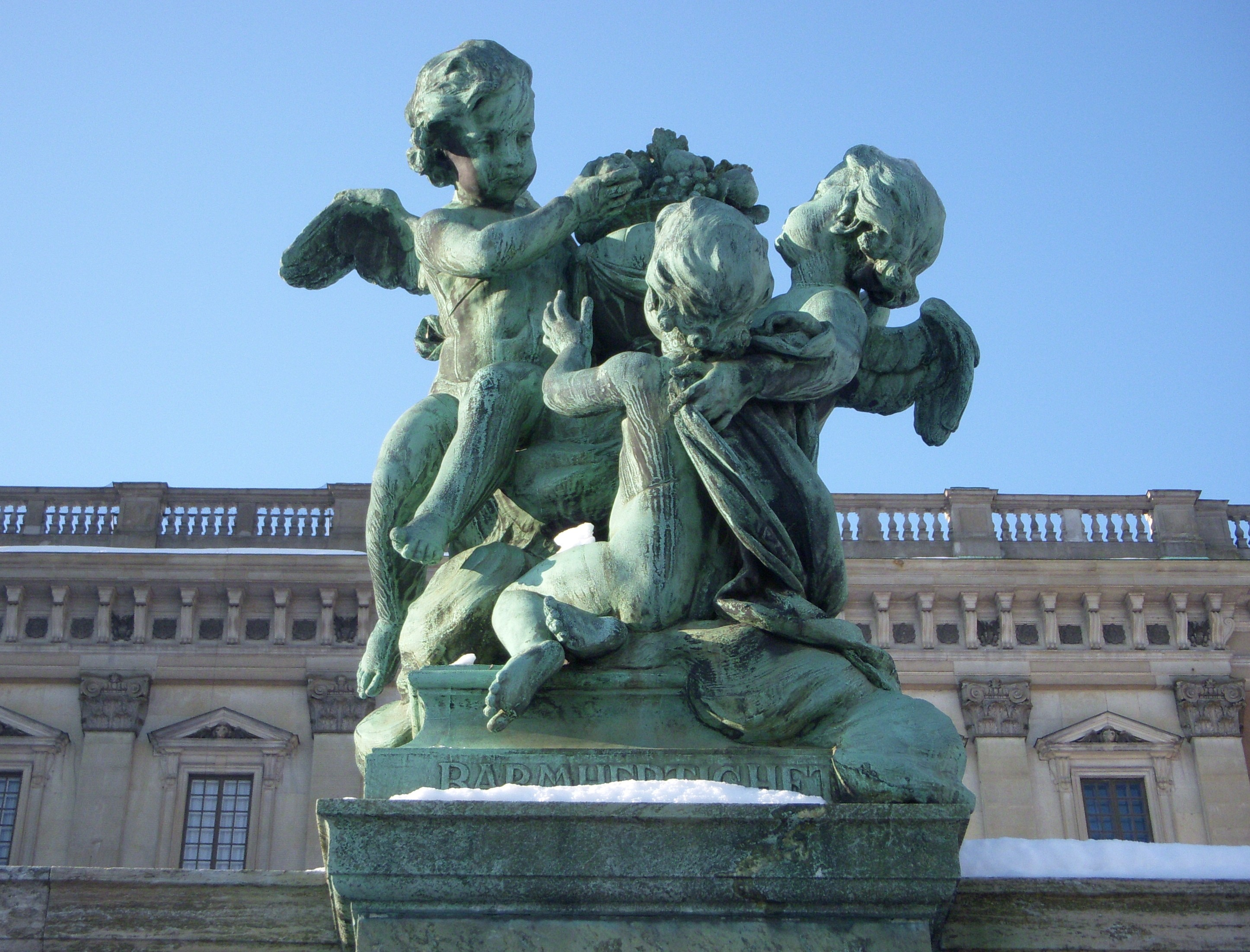
Allegoria della "Pietà"

Antoine Bellette realizzò i dragoni della facciata est, i leoni sul Logården e le finestre con delle conchiglie e delle rose.
Sulla balaustra tra il Logården e il Logårdstrappan, si trovano quattro sculture allegoriche rappresentanti la "Musica", la "Religione", la "Poesia" e la "Pietà". Queste vennero realizzate nel 1903 da Johan Axel Wetterlund e fuse da Otto Meyer con un'altezza di circa 1,5 metri.
Dalla facciata est il progetto del palazzo si spinge ancora più a est con altre due ali. Sulla più corta di queste due si trovano due fontanelle a cascata e teste di artisti che contribuirono alla creazione degli interni del palazzo: Pierre Hubert L'Archevêque e Carl Hårleman sul lato nord, Carl Gustaf Tessin e Guillaume Thomas Taraval sul lato sud. Queste sculture vennero realizzate da Johan Axel Wetterlund nel 1902 in bronzo. Tra le sculture vi sono inoltre delle targhe celebrative del re Oscar II a sud e Carlo XII a nord.

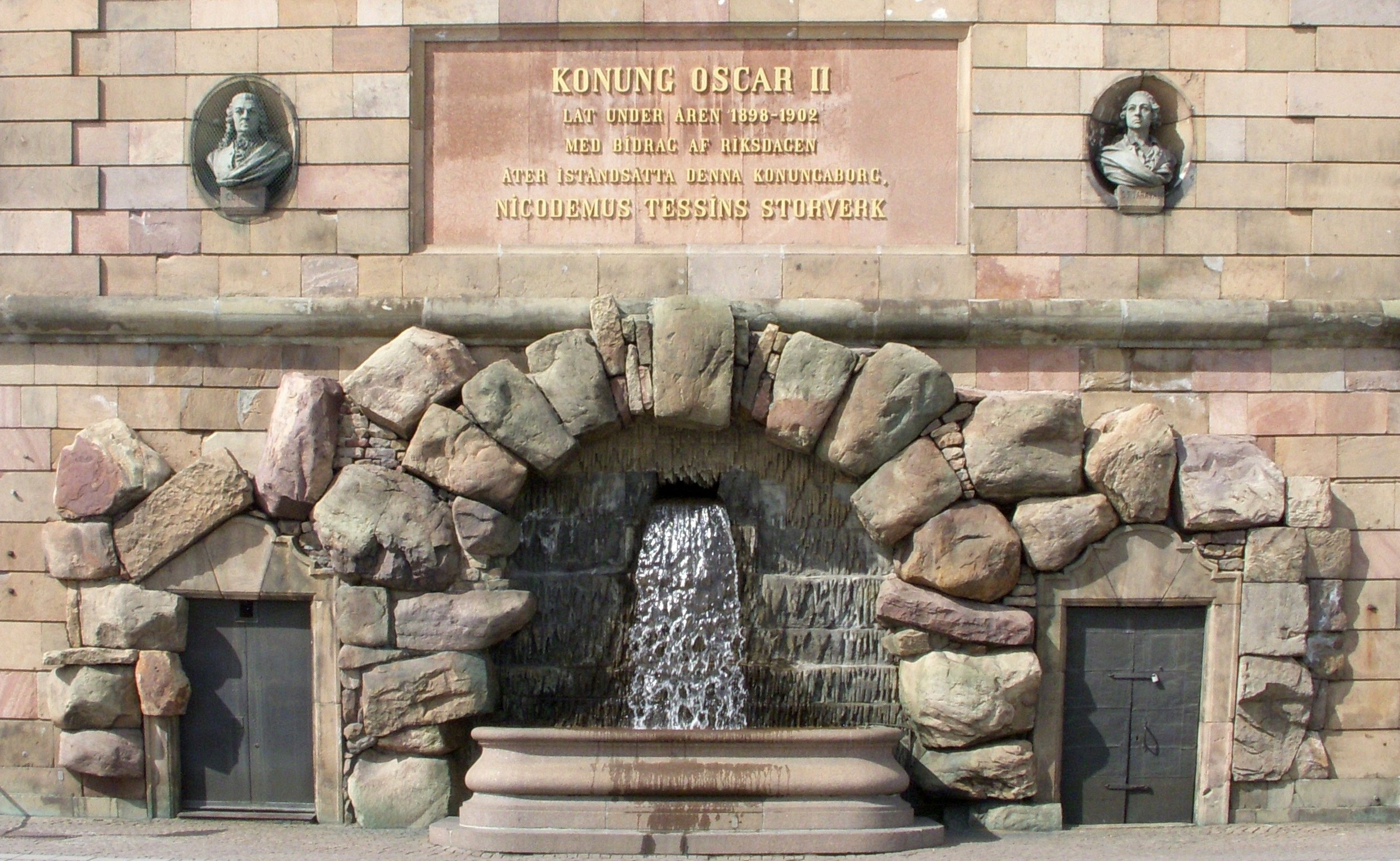
Re Oscar II durante gli anni 1898-1902 con il contributo del Riksdag restaurò questa fortezza dei re opera di Nicodemus Tessin
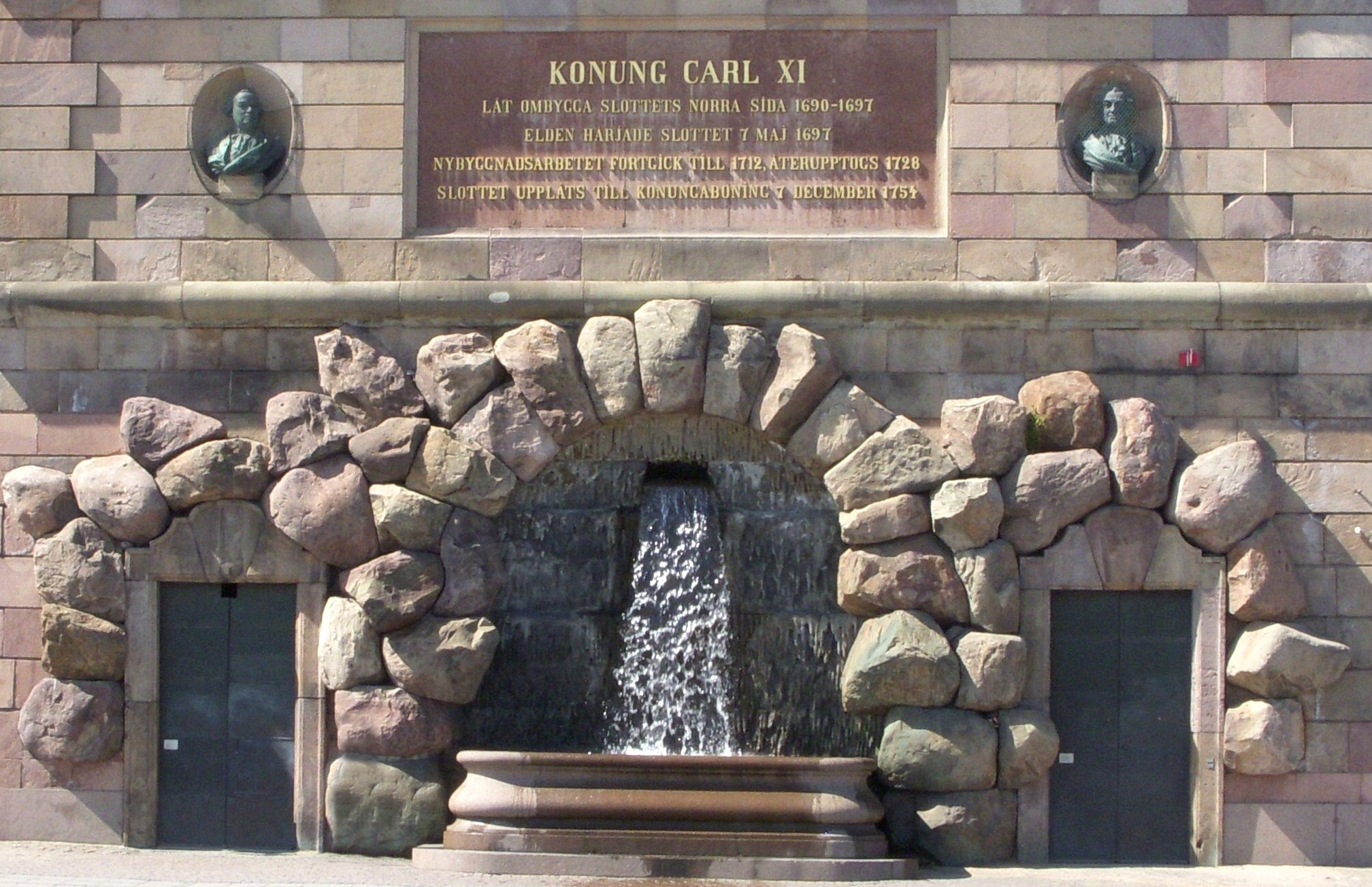
Re Carlo XI fece ricostruire la facciata nord nel 1690-1697 dopo che un incendio distrusse il castello il 7 maggio 1697 e i lavori continuarono sino al 1712, riprendendo poi nel 1726 quando il castello divenne disponibile per i sovrani il 7 dicembre 1754

- Re Oscar II
durante gli anni 1898-1902
con il contributo del Riksdag
restaurò questa fortezza dei re
opera di Nicodemus Tessin
- Re Carlo XI
fece ricostruire la facciata nord nel 1690-1697
dopo che un incendio distrusse il castello il 7 maggio 1697
e i lavori continuarono sino al 1712, riprendendo poi nel 1726
quando il castello divenne disponibile per i sovrani il 7 dicembre 1754

### La colorazione del palazzo

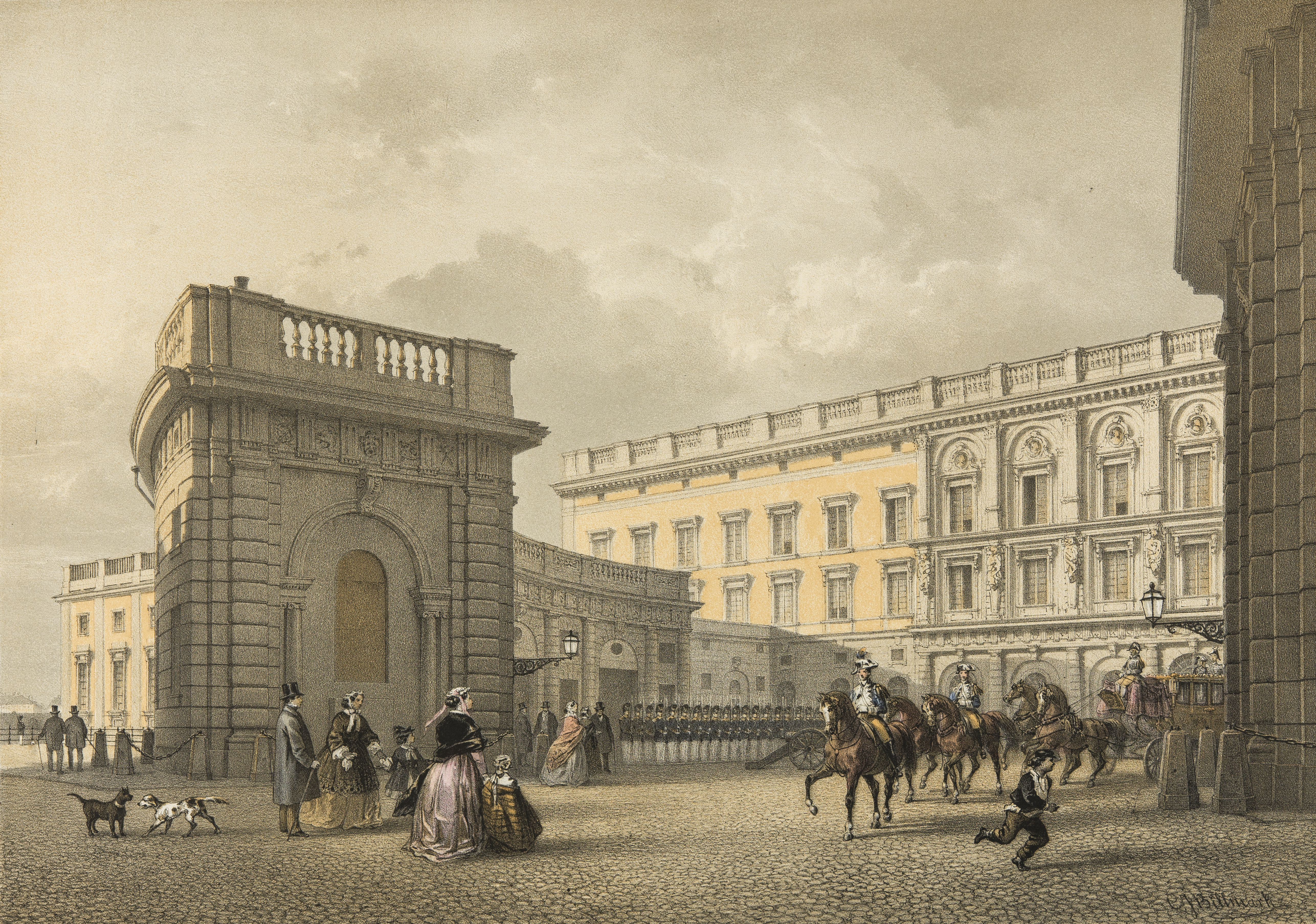
La colorazione della facciata del palazzo nell'Ottocento

La colorazione della facciata è stata alterata diverse volte dal completamento dell'ala nord nel 1695. La prima colorazione prescelta da Tessin era rosso mattone con dettagli in bianco. Questa colorazione, detta in svedese Dutch brunroot (marrone-rosso olandese), era derivata dall'ocra. Carl Hårleman prese in mano il progetto alla morte di Tessin nel 1728.
Prima che la famiglia reale si spostasse al palazzo nel 1754, la facciata intera, a eccezione della base, venne dipinta di giallo ocra a imitare i modelli francesi. Il giallo del resto era anche il colore tipico del rococò molto in uso all'epoca. Il giallo monocromatico senza contrasti era un modo per godere appieno degli effetti cromatici delle sculture e dei dettagli architettonici presenti.
Durante il regno di Carlo XIV Giovanni negli anni '20 dell'Ottocento, la colorazione venne mutata ancora una volta, ma non completamente. I dettagli in pietra delle ali nord e est vennero dipinti di rosa, ma questa non fu una scelta particolarmente apprezzata a lavoro concluso. Quando le ali ovest e sud vennero dipinte, i dettagli in pietra vennero dipinti di grigio per meglio contrastare con la facciata gialla. Questa colorazione rimase tale sino agli anni '90 dell'Ottocento quando venne ripristinato il colore originale voluto da Tessin per iniziativa del re Oscar II. La pittura venne rimossa dai dettagli in pietra e dalle sculture.

### L'illuminazione

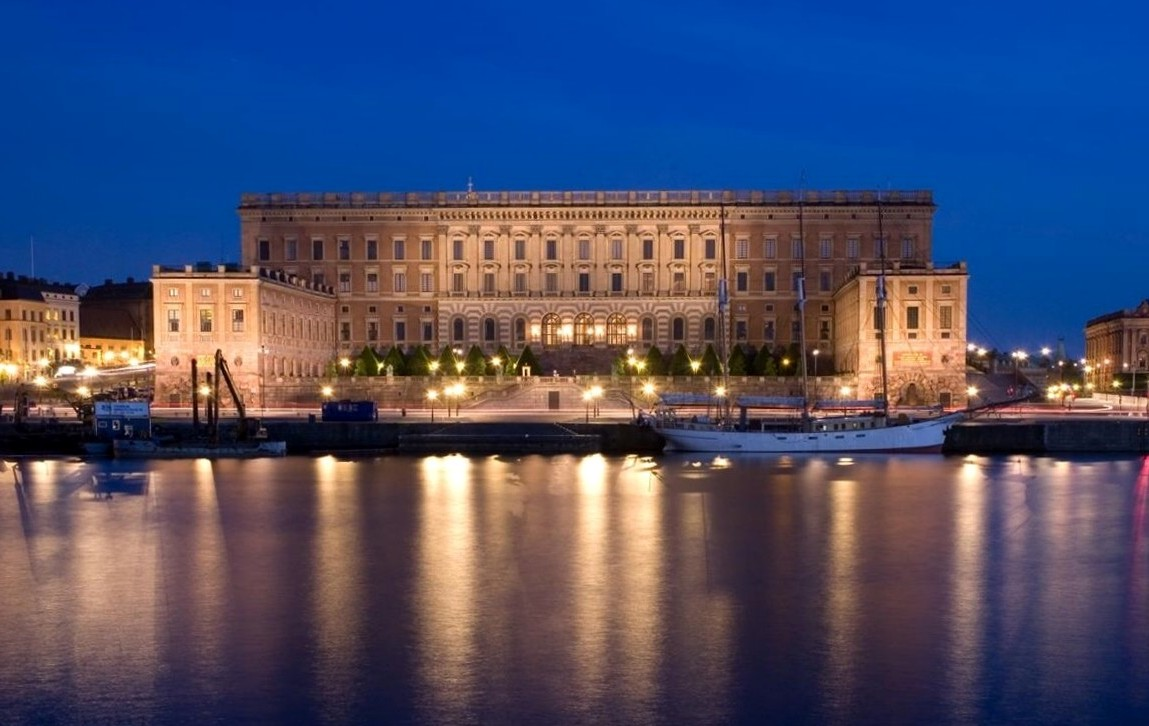
L'illuminazione della facciata est nel 2007

L'attuale illuminazione decorativa esterna del palazzo venne inaugurata il 29 marzo 2006 da re Carlo XVI Gustavo. Il precedente impianto di illuminazione risaliva infatti al 1960, ma negli anni il suo wattaggio si era ridotto rendendo il palazzo progressivamente sempre più scuro.
La nuova illuminazione venne approvata dopo lunghe discussioni e test che hanno portato al doppio della resa luminosa con la metà del consumo energetico. L'illuminazione è stata progettata di comune accordo con l'ufficio del Governatore dei Palazzi Reali di Svezia, l'architetto reale Johan Celsing e il municipio di Stoccolma. Il colore è stato descritto come un bianco-caldo naturale.
Secondo Johan Celsing, questa nuova illuminazione ha contribuito a evidenziare delle caratteristiche architettoniche che in precedenza non si notavano durante l'oscurità serale.

### Rinnovamenti e restauri

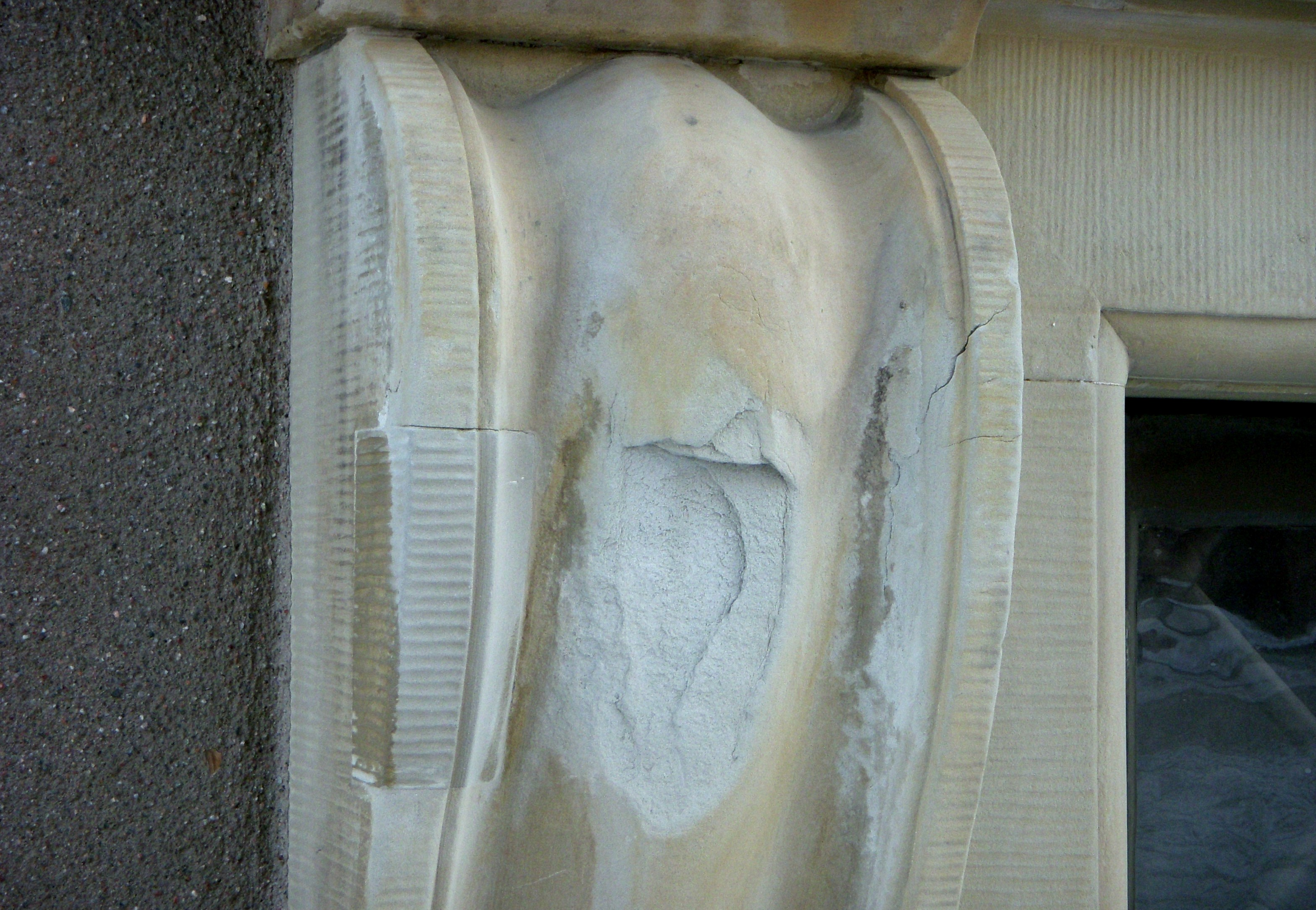
Una mensola di una finestra danneggiata dal tempo

Il restauro delle 922 finestre del palazzo è iniziato a metà degli anni '90 del Novecento. Molte delle finestre presenti nel palazzo variano nella loro età dalla metà del XVIII secolo fino agli anni '70 del Novecento. La necessità di questi restauri si è resa necessaria dal momento che molte di loro non avevano subito adeguati restauri nel corso degli anni. Le finestre del lato sud, le più esposte alla luce solare, avevano subito un distacco della vernice con conseguente marcescenza del legname sottostante. L'opera di rinnovamento venne portata avanti nel progetto dall'Ufficio del Governatore dei Palazzi Reali di Svezia e dall'architetto reale dell'epoca, Ove Hidemark. L'intero lavoro ha richiesto circa 10 anni di lavoro continuo in un cortile interno del palazzo. Ogni finestra ha richiesto un lavoro specifico in quanto non tutte hanno la medesima grandezza o altezza.
Il palazzo ha poi subito dei restauri agli elementi in facciata realizzati in pietra di Gotland, oltre alle decorazioni come sculture e ornamenti, inevitabilmente deteriorati dal tempo. Nel 2008 è stato fatto uno studio sugli elementi in pietra, molti dei quali sono stati trovati pesantemente deteriorati dal tempo e dall'incuria che ha portato nel tempo anche ad alcuni incidenti (per fortuna senza danni a persone o cose) come la caduta di un blocco di decorazione di pietra di 3 kg da un'altezza di venti metri dalla facciata del palazzo.
Per quanto il palazzo sia stato costruito nel XVIII secolo, la pietra si è deteriorata con una notevole accelerazione a causa della rimozione della vernice apposta sulla pietra stessa nel corso dei lavori di restauro compiuti negli anni '90 dell'Ottocento per riportare il palazzo al suo aspetto originario. Nella primavera del 2008, si sono iniziati pertanto degli studi per un piano di tutela del palazzo della durata di 50 anni che ha trovato da subito gli elementi in pietra di Gotland in condizioni peggiori di quanto si pensasse, con gran parte degli elementi rotti o del tutto perduti.
I lavori più importanti alla facciata hanno avuto inizio nel maggio del 2011, iniziando dall'ala est e i lavori proseguiranno per i successivi ventidue anni per il costo complessivo di 500.000.000 di corone svedesi.

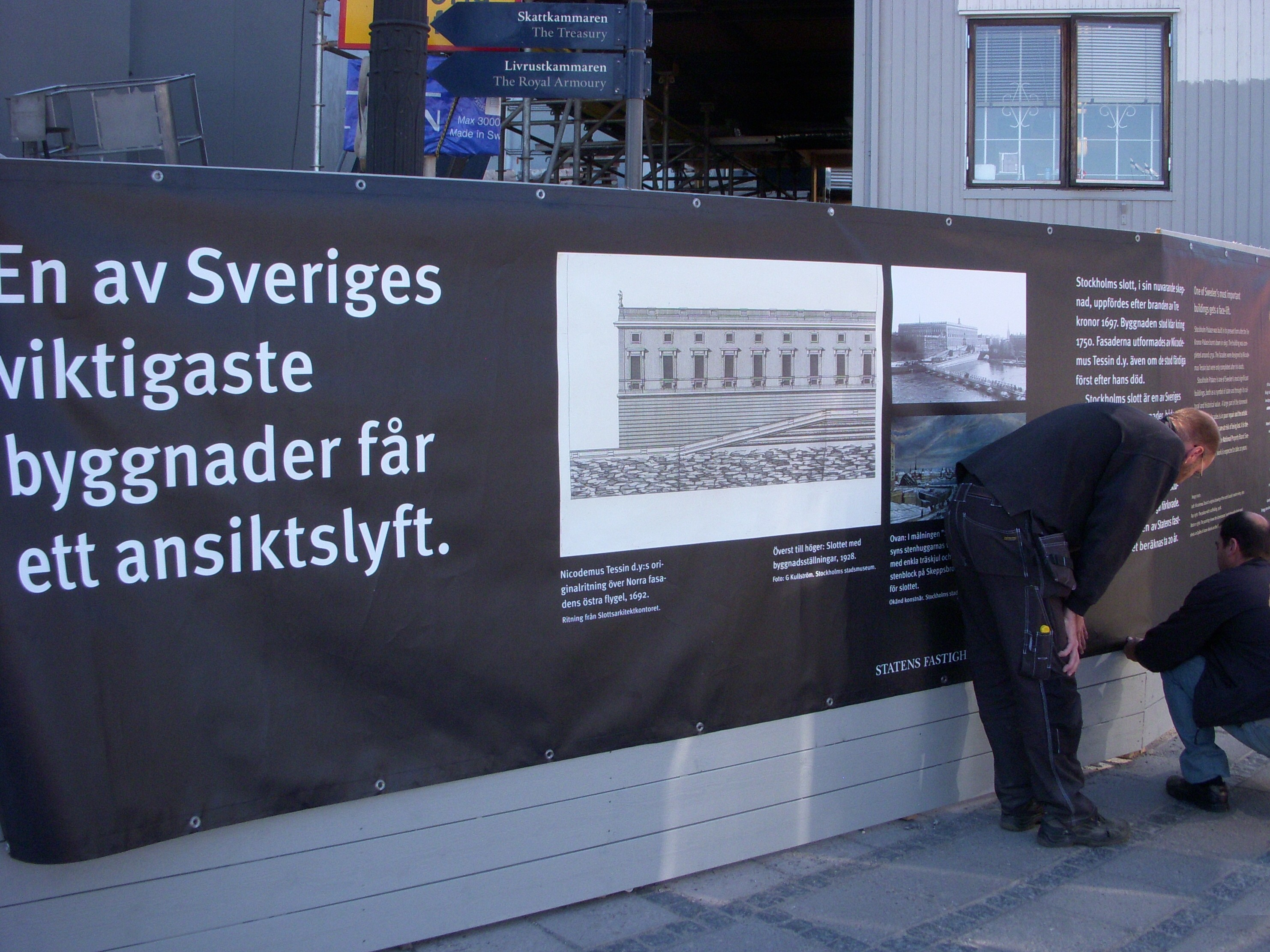
Cartellone esplicativo dei lavori in corso, 2011
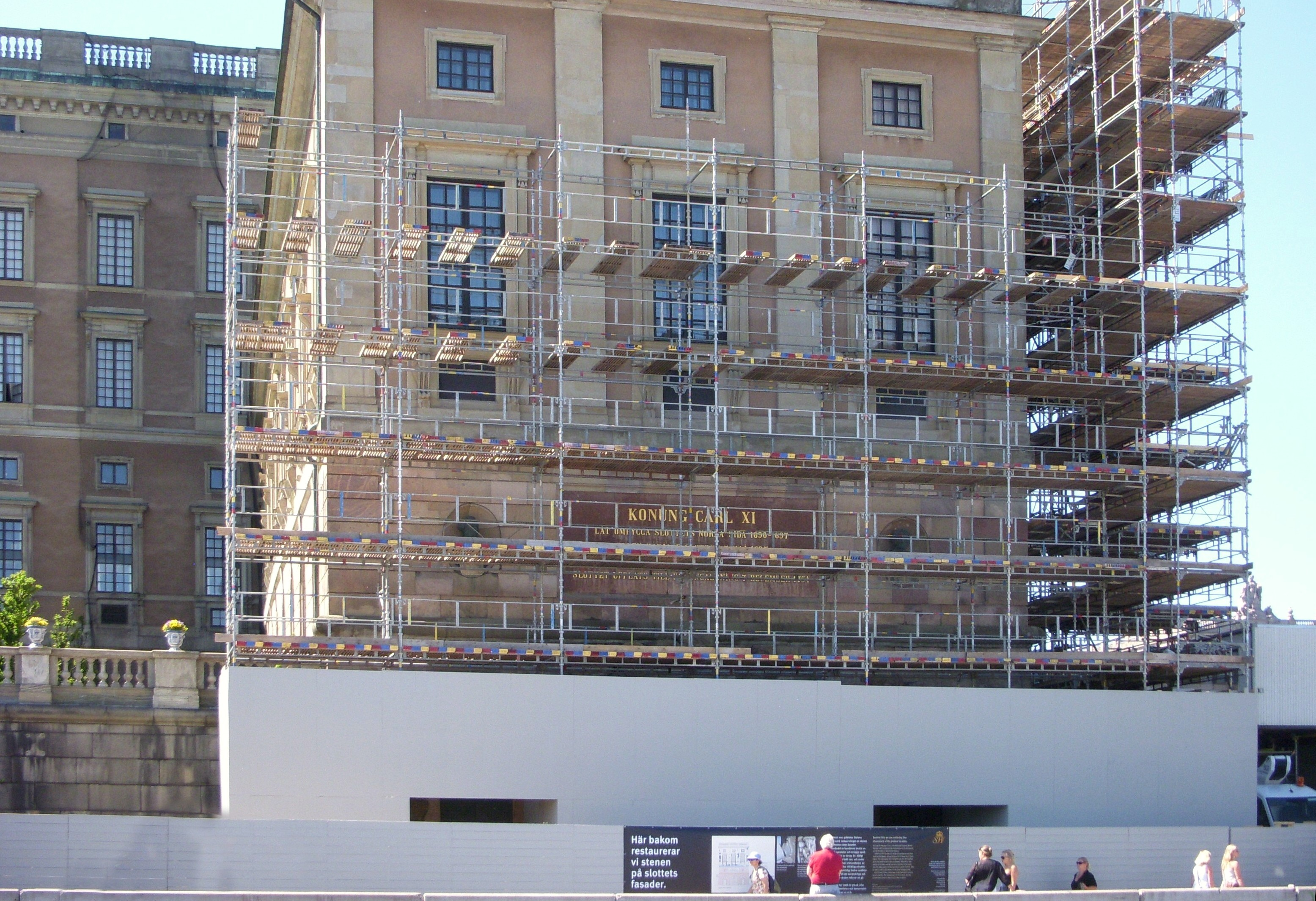
Lavori di restauro dell'ala nord, giugno 2011
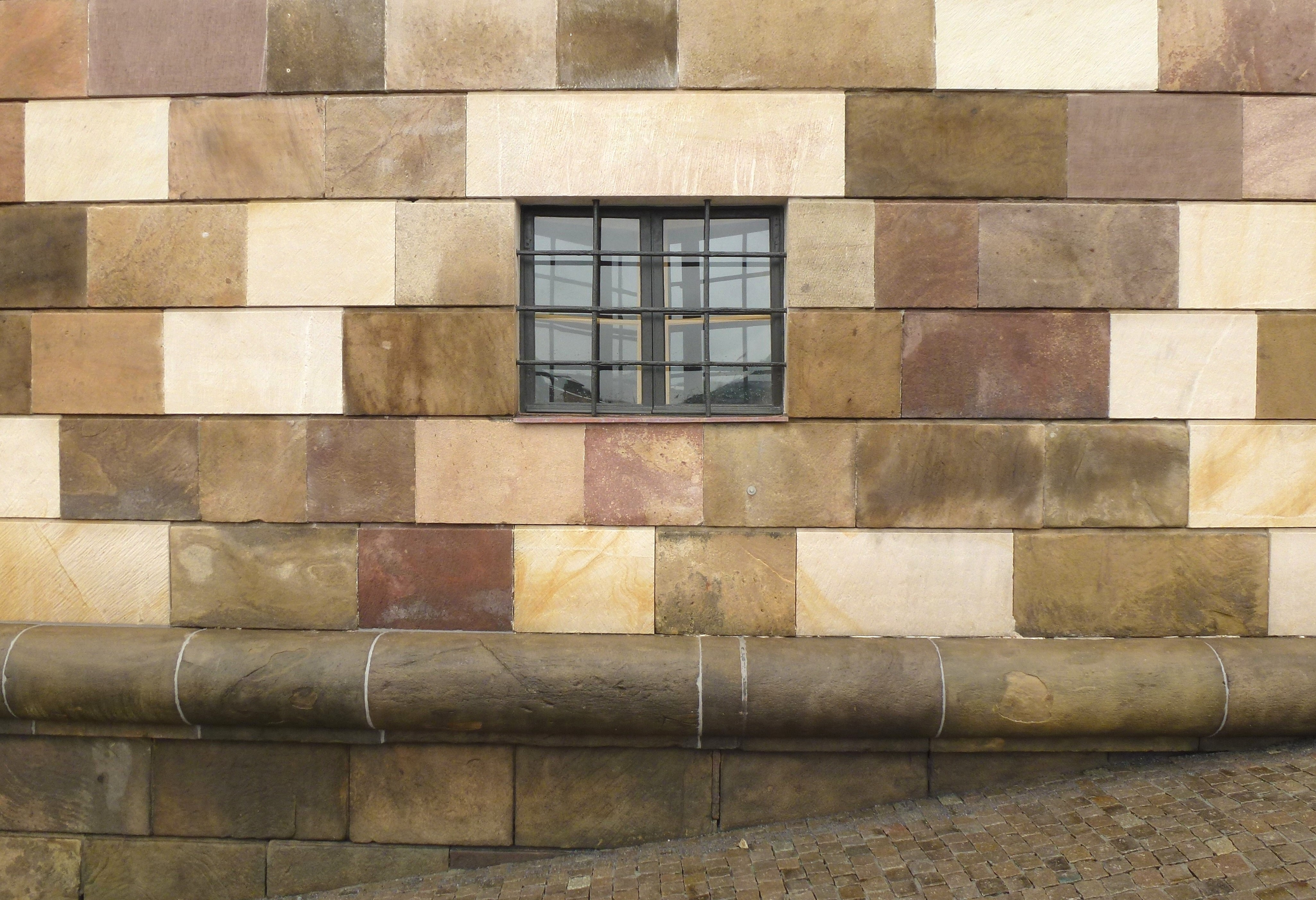
Ala nord dopo i restauri, giugno 2011
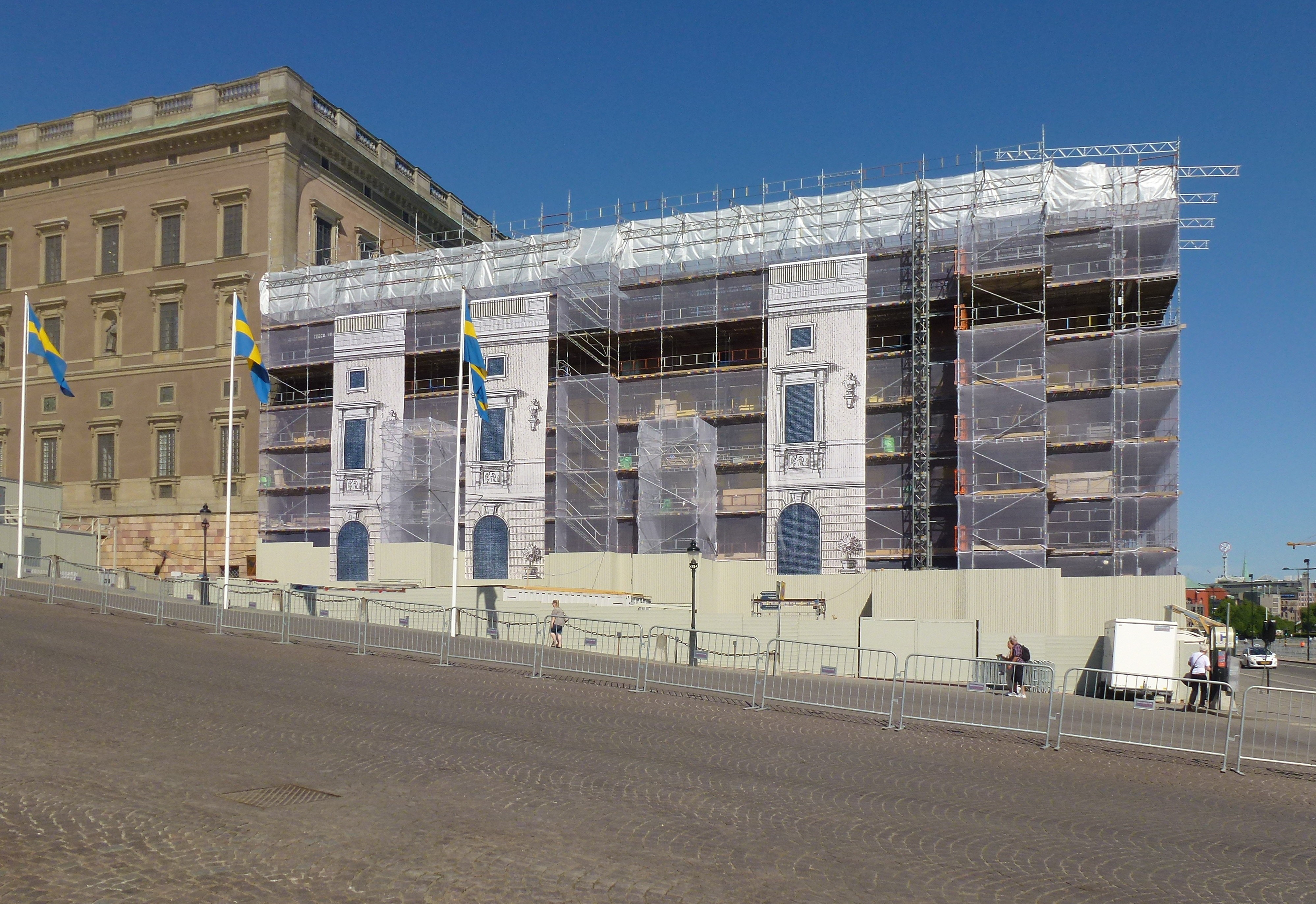
Lavori di restauro dell'ala est, giugno 2011

## L'interno del palazzo

### Ala ovest
Salendo la Västra Trapphuset (Scalone occidentale), il visitatore trova l'ingresso agli appartamenti fatti costruire per volere della famiglia reale dei Bernadotte (al loro insediamento sul trono svedese dopo le campagne napoleoniche) a sinistra del secondo piano, e l'entrata delle Ordenssalarna (Sale degli Ordini cavallereschi) a destra. Al terzo piano si trovano gli appartamenti degli ospiti (nella parte sinistra), e l'ingresso agli appartamenti di stato (a destra).

#### Gli appartamenti degli ospiti

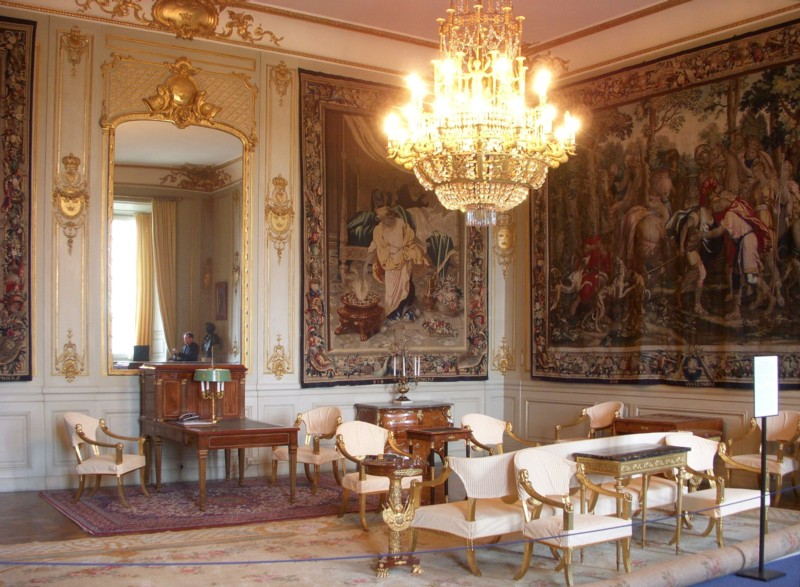
Meleagersalongen
(La Sala Meleager),
negli Appartamenti degli ospiti

Gli Appartamenti degli Ospiti (noti anche con il nome di Grandi Appartamenti degli Ospiti) si trovano al secondo piano della parte sud e ovest e sono utilizzati dai capi di stato in visita ufficiale in Svezia. Le stanze risalgono nella loro decorazione interna agli anni '60 del Settecento quando vennero progettate sotto la direzione di Jean Eric Rehn che le aveva predisposte inizialmente per il principe Federico Adolfo, fratello del re Gustavo III. Tre stanze sono regolarmente aperte al pubblico.

#### Gli Appartamenti degli Ordini Cavallereschi
Gli Appartamenti degli Ordini Cavallereschi si trovano nella parte sud al primo piano e nell'ala ovest e sono composti da quattro saloni, uno per ogni ordine cavalleresco statale svedese: l'Ordine Reale dei Serafini, l'Ordine della Spada, l'Ordine della Stella Polare e l'Ordine di Vasa. Nelle sale si trovano infatti degli oggetti direttamente afferenti alla storia di questi ordini cavallereschi. Qui a metà del Settecento il re teneva il suo Consiglio Privato sino al 1789 quando le stanze passarono in uso alla Corte Suprema di Svezia che vi mantenne sede sino al 1949 quando vennero infine destinate a esposizione museale.

### Ala est

#### Appartamento del principe Bertil

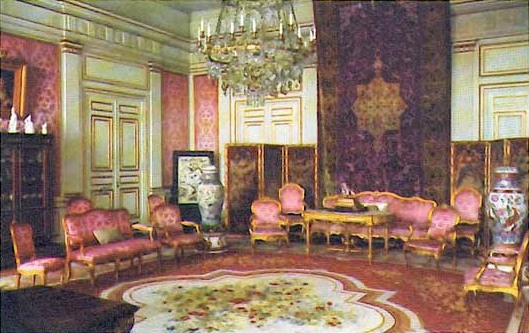
Skära salongen
(il salotto rosa),
Appartamento del principe Bertil

Le stanze al secondo piano dell'ala est sono chiamate "Appartamento del principe Bertil" dal momento che l'ultimo a prendervi residenza fu proprio il principe, fratello del sovrano. Re Adolfo Federico utilizzò queste stanze come proprio appartamento a palazzo. Durante il regno del re Gustavo III questo era l'appartamento del duca Carlo che poi divenne sovrano e sotto il regno di Carlo XIV questi appartamenti vennero utilizzati dal principe ereditario Oscar (futuro Oscar I). Oscar fece decorare un'intera sala in stile neogotico nel 1828 che appunto prese il nome di Götiska. Re Carlo XV utilizzò anch'egli questi appartamenti quando era ancora principe sotto il regno di Oscar II come pure il principe Gustavo (futuro Gustavo V). Il principe Bertil, ultimo occupante degli appartamenti, morì nel 1997. Dopo la morte del principe gli appartamenti vennero posti a disposizione dei capi di stato in visita, di interviste e di conferenze a palazzo.

#### Appartamento della principessa Sibilla
L'Appartamento della principessa Sibilla, così chiamato dall'ultima sua occupante permanente, la principessa Sibilla di Sassonia-Coburgo-Gotha, si trova tra l'ala sud e l'ala est ed è utilizzato attualmente per i quotidiani ricevimenti del re e della regina, e non è aperto al pubblico. Durante la storia del palazzo questi appartamenti vennero sempre utilizzati da personaggi imparentati con il sovrano. Nel salotto blu avvenne il fidanzamento ufficiale tra re Carlo XVI Gustavo e Silvia Sommerlath nel 1976, come del resto anche quello della principessa Vittoria con Daniel Westling nel 2009. Quello che era il salotto della principessa Sibilla, già sala delle udienze del principe Gustavo, conserva ancora oggi all'interno dei disegni delle pareti progettati da Carl Hårleman, oltre a pilastri e ornamenti dell'epoca.

#### Livrustkammaren
L'area denominata Livrustkammaren è un museo che è collocato nell'area delle cantine dell'ala est a cui si ha accesso dall'ala stessa. Esso è il più antico museo della Svezia, fondato da re Gustavo Adolfo nel 1628 e contiene molti oggetti associati alla famiglia reale nel corso dei secoli.

### Ala nord
L'ala nord del palazzo accoglie le suite di appartamenti del re e della regina (che conservano camere da letto, anticamere e guardaroba). Tra gli appartamenti di stato posti in quest'area citiamo la sala da ballo detta Vita Havet (Mare bianco), oltre alla galleria di Carlo XI, utilizzata dal 1950 come sala per i banchetti del palazzo ove possono trovare posto duecento invitati che ogni anno si avvicendano in circa dieci banchetti ufficiali (compreso quello in onore dei premi Nobel). Sempre nell'ala nord del palazzo si trova la Sala Antica dove il re, e talvolta la principessa ereditaria, incontrano il governo per il Consiglio di Stato. Al piano terra si trovano delle aree per mostre o spettacoli aperti al pubblico, anche se in passato l'area era parte degli appartamenti privati del re Gustavo VI Adolfo. A livello della strada, si trova il Museo "Tre Kronor", nelle stanze che anticamente accoglievano le cucine del vecchio castello e che sono a tutt'oggi le più antiche sale reintegrate nella struttura del palazzo dopo la sua riedificazione.

#### Gli Appartamenti di Stato

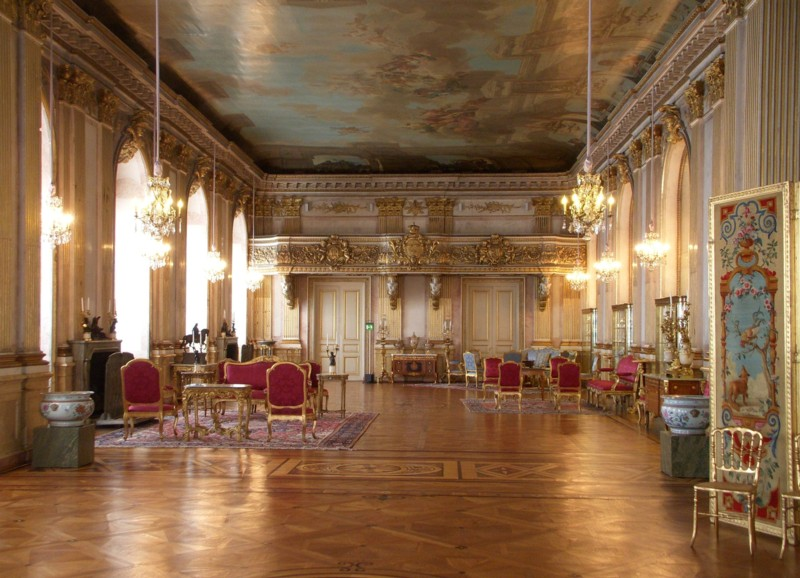
Vita havet
(la Sala da Ballo mare bianco),
negli Appartamenti di Stato

Gli Appartamenti di Stato, noti anche come Appartamenti delle Feste, si trovano al secondo piano dell'ala nord e sono utilizzati dalla famiglia reale per ricevimenti e rappresentazioni. Le cene ufficiali si tengono in quella che è la Galleria di Carlo XI in occasione di visite di stato o dell'assegnazione dei premi Nobel. Dal 1950 viene utilizzata come sala per i banchetti del palazzo ove possono trovar posto 200 invitati che ogni anno si avvicendano in circa 10 banchetti ufficiali (compreso quello in onore dei premi Nobel). Gli appartamenti erano originariamente destinati alla coppia reale, ma re Adolfo Federico e la regina Luisa Ulrica quando si spostarono al palazzo nel 1754, scelsero di risiedere nell'ala oggi nota come Appartamenti Bernadotte. Nel 1766, poco dopo il loro matrimonio, il principe ereditari Gustavo e la principessa Sofia Maddalena di Danimarca sfruttarono quest'area come loro appartamento privato. Gli appartamenti non sono più stati utilizzati dall'epoca del re Oscar I.
Nell'angolo nord degli Appartamenti di Stato si trova la sala da ballo detta Vita Havet (Mare bianco) che è composta di due sale: la sala delle cene della regina e la sala da ballo. La sala delle cene, detta Mare Bianco, è connessa alla Galleria di Carlo XI.

#### Gli Appartamenti Bernadotte
Gli Appartamenti Bernadotte si trovano al primo piano dell'ala nord e devono il loro nome all'attuale casa regnante di Svezia, i Bernadotte. Il nome della sala deriva dal fatto che alle pareti si trova una collezione di ritratti conservati nella Galleria Bernadotte, la stanza più grande degli appartamenti, che rappresentano i membri della famiglia Bernadotte. Gran parte delle sale sono utilizzate per le udienze, per conferire onorificenze e per gli incontri con i rappresentanti del governo. Le stanze sono aperte al pubblico. L'appartamento venne originariamente decorato tra il 1730 e il 1740 su progetto di Carl Hårleman. Quando re Adolfo Federico e la regina Luisa Ulrica si trasferirono al palazzo nel 1754, le stanze vennero riempite con mobili realizzati a Stoccolma. L'ultima coppia reale a fare uso di questi appartamenti furono re Oscar II e la regina Sofia i quali, prima di abbandonarli, avviarono un processo di restauro per riportarli al loro aspetto settecentesco, mentre alcune sale conservano ancora il loro aspetto all'epoca di Oscar II.

#### Gli Appartamenti delle Esibizioni
Al piano terra dell'ala nord si trovano gli Appartamenti delle Esibizioni che sono utilizzate per particolari esibizioni e letture pubbliche a scopo culturale.

#### Il museo "Tre Kronor"
Nelle cantine, accessibili dal piano strada sotto il Lejonbacken, si trova il Museo "Tre Kronor". Il museo si colloca nelle sale che erano un tempo le cucine del Castello di Tre Kronor e pertanto sono le stanze più antiche del palazzo. Il museo è stato inaugurato nel 1999 e ospita un'esposizione permanente sulla storia del vecchio castello completamente bruciato dal rovinoso incendio del 1697 che portò poi alla costruzione dell'attuale palazzo, con molti dei reperti storici ritrovati.

### Ala sud
Uno scalone porta poi alla Rikssalen e alla cappella del palazzo reale, che sono poste una di fronte all'altra. Un'altra scalinata porta al piano inferiore alla Skattkammaren (Sala del Tesoro) che contiene i gioielli della corona svedese.

#### La Cappella Reale

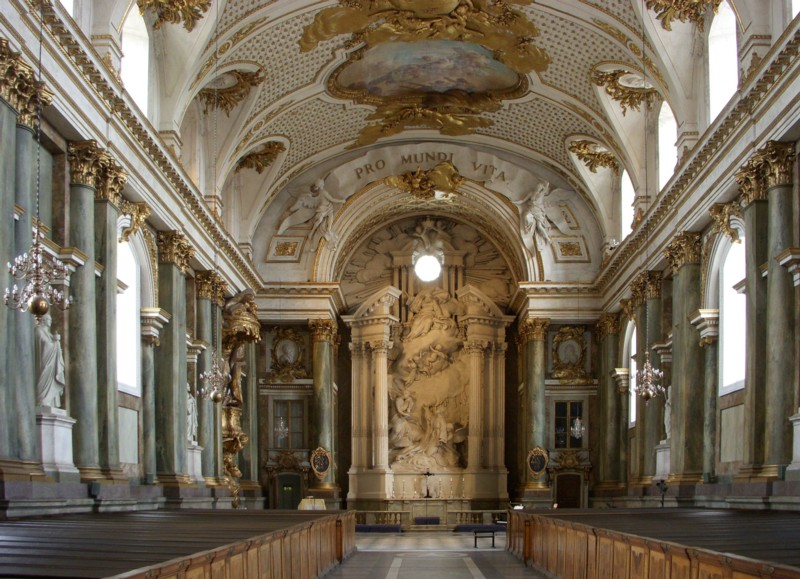
Slottskyrkan
(la Cappella Reale),
nell'ala sud

La Cappella Reale venne costruita nel XVIII secolo come cappella reale della famiglia regnante svedese. La chiesa è situata nella parte est dell'ala sud del palazzo. Essa ha la larghezza del corpo del palazzo, ma la sua altezza è pari a quella di due piani e mezzo. L'entrata della cappella è dal portale sud e qui si tiene regolarmente la messa ogni domenica e nelle feste comandate, oltre a essere utilizzata per tutte le cerimonie che riguardano la famiglia reale svedese. Prima della distruzione del castello di Tre Kronor, la Cappella Reale era posta nell'ala nord, e alcune delle decorazioni ancora oggi visibili provengono da questa cappella precedente. Dopo l'incendio del 1697, quando Tessin pianificò il nuovo palazzo, la Cappella Reale e la Sala di Stato vennero poste nell'ala sud, la quale ospita anche degli scaloni monumentali che già occupano il primo e il secondo piano in altezza. Dopo la morte di Tessin, il lavoro venne completato da Carl Hårleman. La chiesa venne completata assieme al resto del palazzo nel 1754.

#### La Sala del Trono

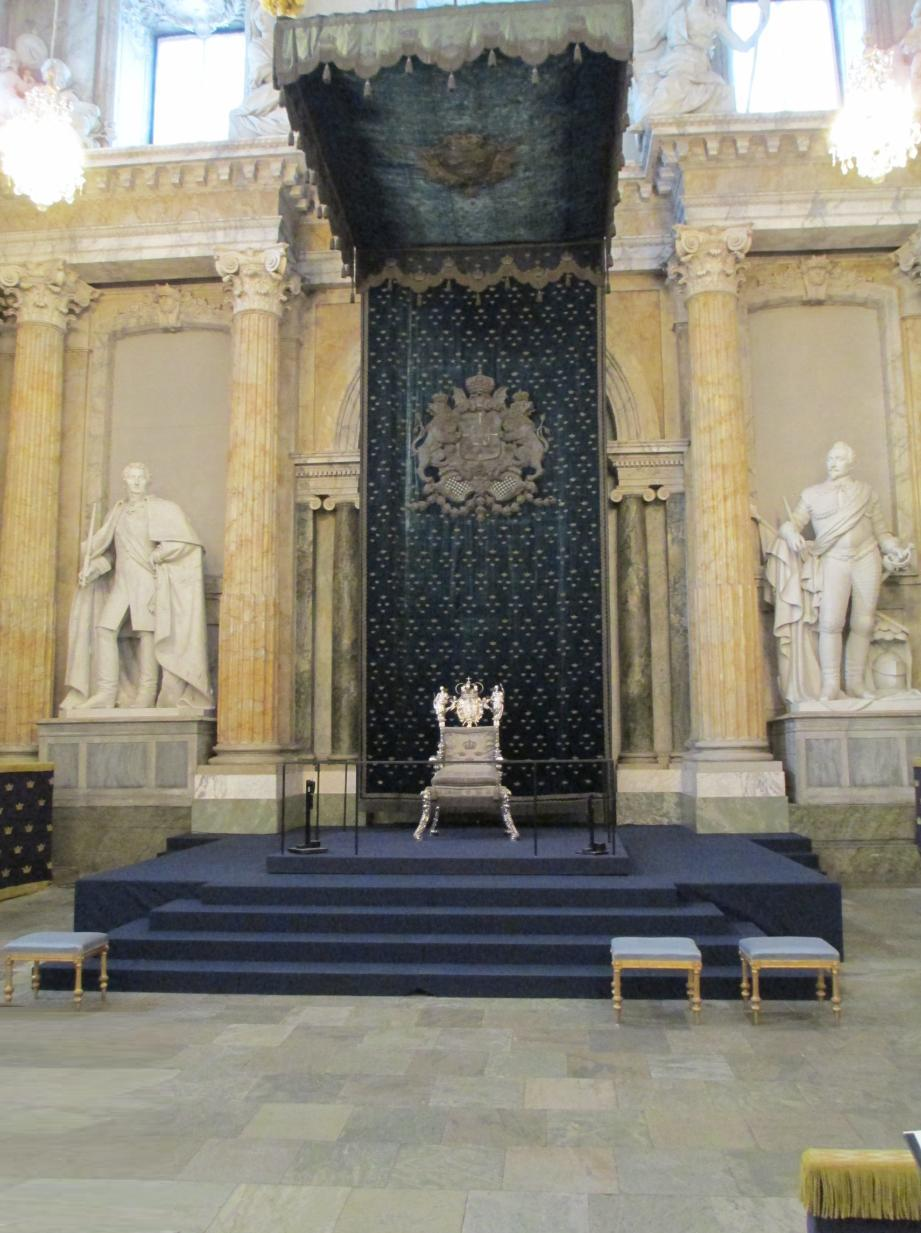
La sala del trono - "Sala di Stato" - Rikssalen nel 2015

La Sala di Stato si trova nella parte ovest dell'ala sud del palazzo e occupa in altezza lo spazio del primo e del secondo piano. Essa venne realizzata per ospitare il Riksdag nel 1755. La sala venne disegnata da Hårleman che modificò i piani originari di Tessin. Il Trono d'agento della regina Cristina si trova ancora oggi nella sala. L'entrata della sala è dal portale sud.

#### Il Tesoro
Nelle cantine dell'ala sud si trova il Tesoro dove sono posti in mostra i gioielli della corona di Svezia. Il museo è stato inaugurato nel 1970

### Ala nord-est (Ala della Cancelleria)
L'ala nord-est, detta anche Ala della Cancelleria, venne pensata sin dalle sue origini per accogliere degli uffici di governo dello stato svedese, tra cui appunto la cancelleria di stato. L'ala venne terminata dall'architetto Carl Fredrik Adelcrantz. Al crescere dell'amministrazione degli uffici di governo svedesi, la cancelleria e gli uffici vennero spostati altrove, e attorno al 1780, l'ala venne trasformata in nuovi appartamenti per il principe ereditario Gustavo Adolfo (che all'epoca aveva solo tre anni) e per sua madre la regina Sofia Maddalena. L'ala ospitò nuovamente un principe nel 1905, quando divenne sede degli appartamenti del principe ereditario e poi re Gustavo VI Adolfo che li ebbe in uso sino alla propria morte nel 1973. La parte del piano mezzanino sopra i suoi appartamenti personali venne convertita in biblioteca privata negli anni '30 del Novecento. La Spegelsalongen (la Sala degli Specchi), datata al 1866 su progetto di Fredrik Wilhelm Scholander, si trova tra il salotto verde e quello blu. Lo Slottsarkivet, parte dell'attuale Archivio Nazionale di Svezia, si trova ancora oggi nei sotterranei di quest'ala.

#### Il Museo delle Antichità
Nell'ala nord-est si trova la sede dell'antikmuseum (museo delle antichità) voluto da Gustavo III e aperto al pubblico nel 1794. Esso conserva circa duecento sculture antiche rinvenute in Italia e riconducibili al periodo romano antico che il sovrano acquistò in loco tra il 1783 e il 1784.

## Galleria di immagini

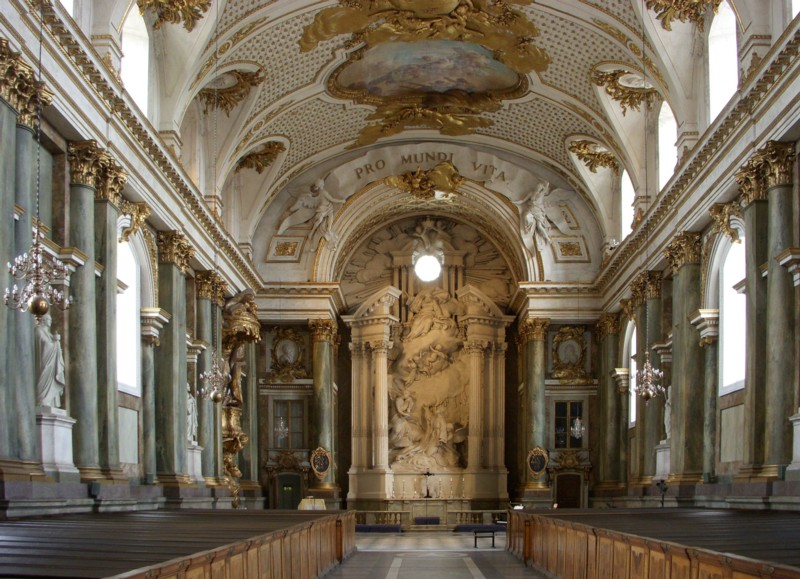
Slottskyrkan (Cappella del palazzo) 2011 La cappella nell'ala sud
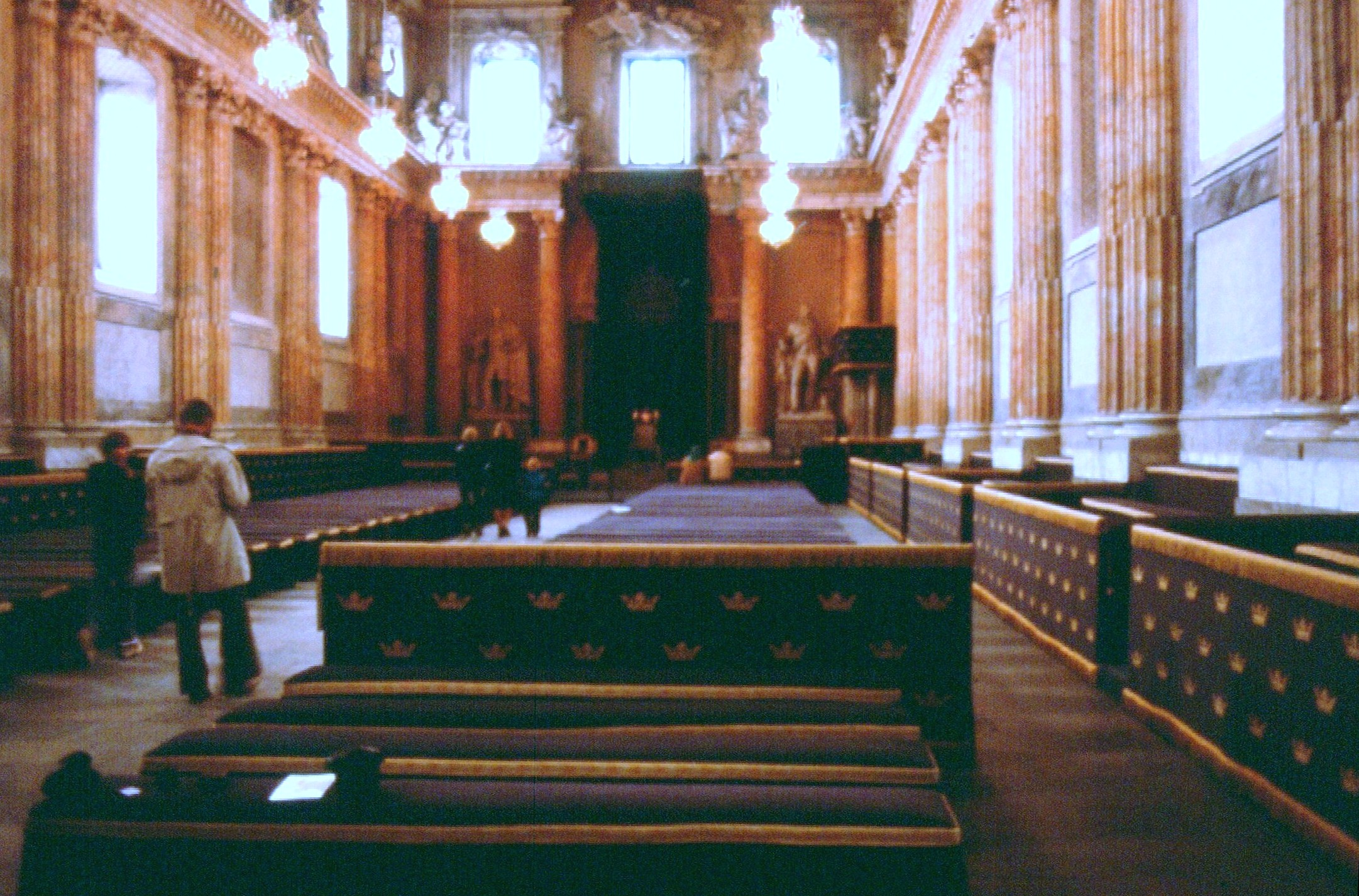
Rikssalen (Sala di Stato) 1976 Sala cerimoniale nell'ala sud
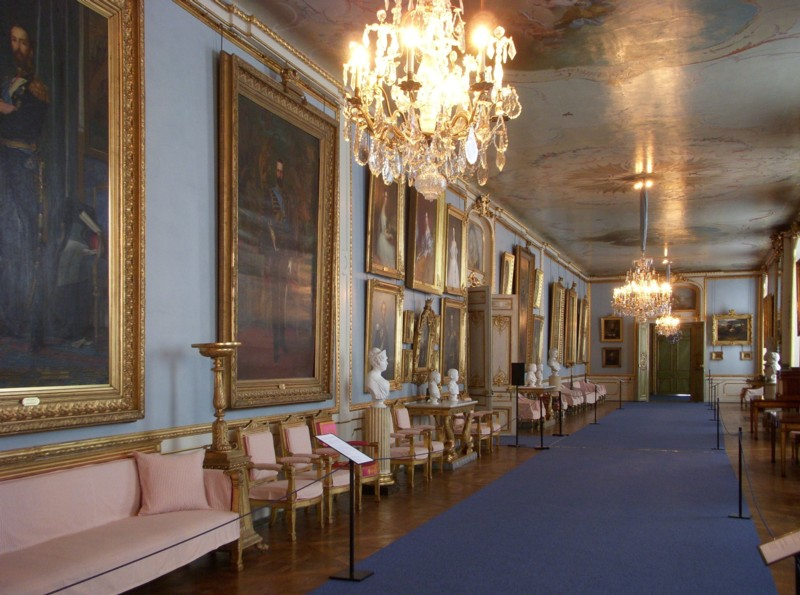
Bernadottegalleriet (Gallerie Bernadotte) 2011 Gli appartamenti della famiglia Bernadotte
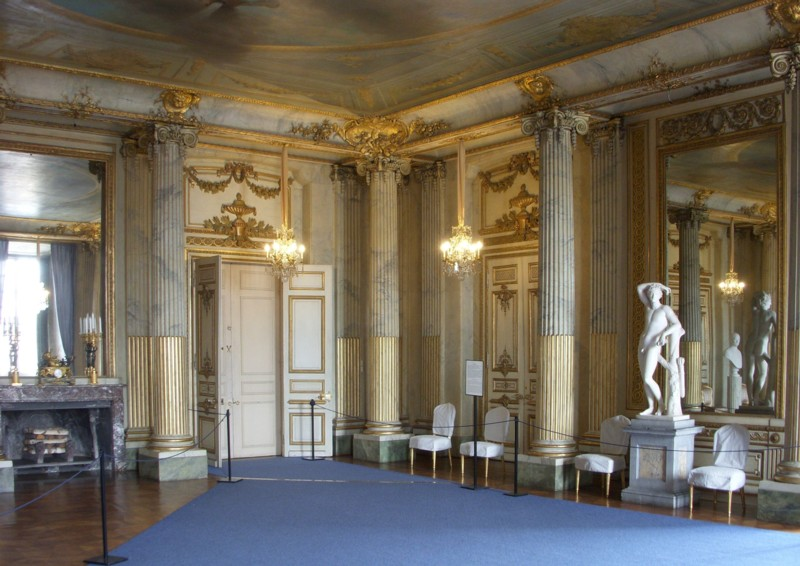
Pelarsalen (Sala della Colonna) 2011 Appartamenti della famiglia Bernadotte
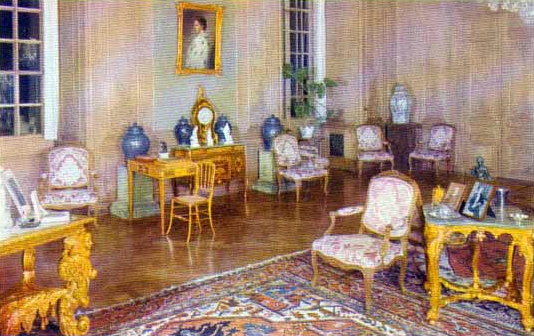
Una sala del palazzo negli anni '40 del Novecento Appartamento della regina consorte Vittoria di Svezia
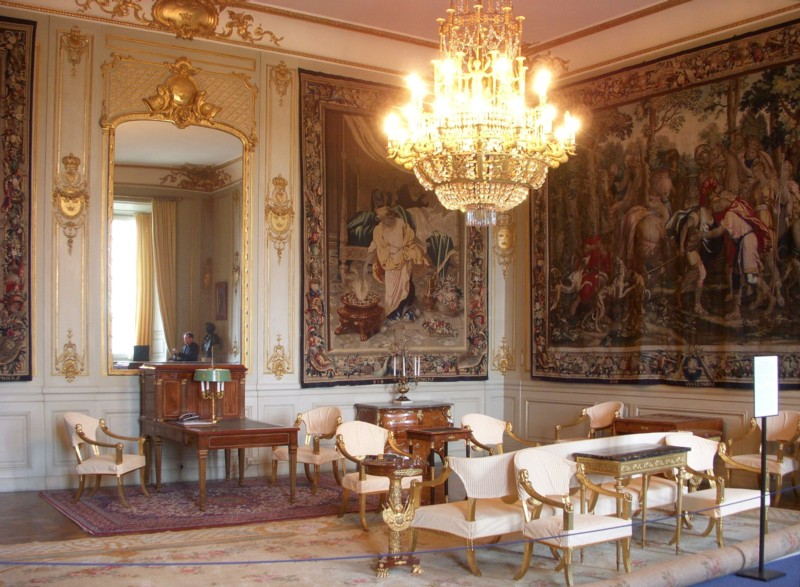
Meleagersalongen (Sala Meleager) 2011 Gästvåningen (appartamento degli ospiti)
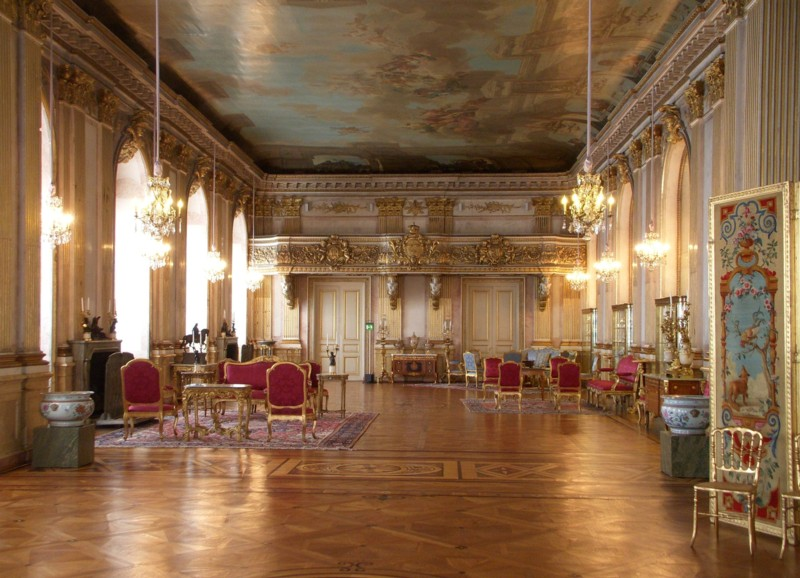
Vita havet (Sala del Mare bianco) 2011 Festvåningen (sale dei banchetti)
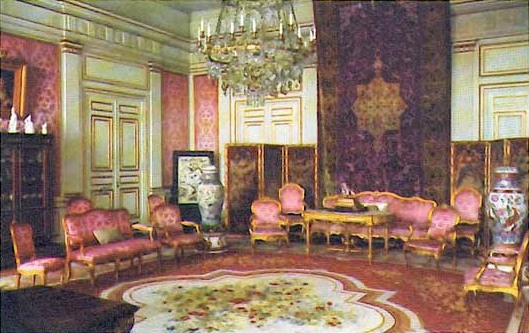
Skära salongen (Sala rosa) 1940-60 Appartamento del principe Bertil
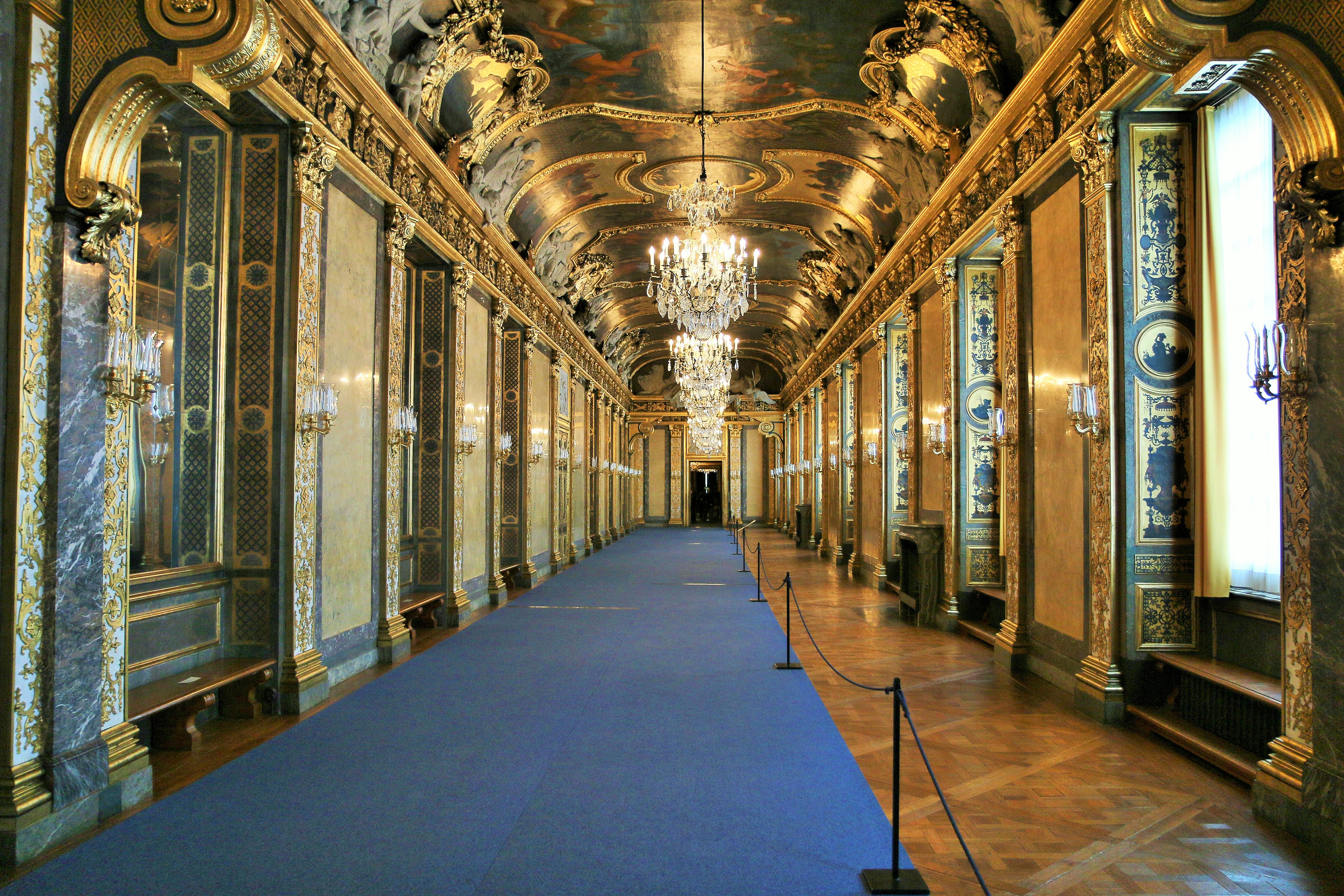
Karl XI':s galleri (Galleria di Carlo XI) 2016 Festvåningen (sale dei banchetti)
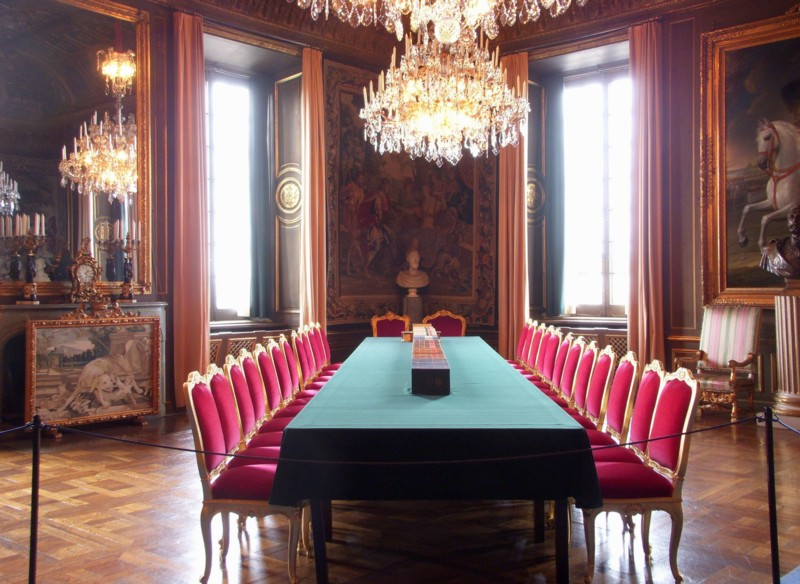
Konseljsalen (la Sala del Consiglio) 2011 Statsrådssalen (Sala di riunione del governo, di cui alcuni incontri sono supervisionati dal re)